# کتاب‌شناسی بهرام بیضایی
سیاههٔ نوشته‌های بهرام بیضایی (۱۳۱۷)، در اینجا به ترتیبِ تاریخِ نگارش و نیز به تفکیکِ گونه، شاملِ ده‌ها کتاب و چندصد نوشتهٔ کوتاه‌تر است.
بیضایی از نویسندگانِ برجسته و پرکارِ روزگارش به‌شمار می‌رود. پنج تا از نام‌هایِ مستعارِ شناخته‌اش عبارت است از «مهرداد رهسپار»، «ع. سالک»، «اعظم علیان»، «بهروز برومند» و «کاوه اسماعیلی». نوشته‌های بیضایی از اواخرِ دههٔ ۱۳۳۰ به بعد بعضی از مهم‌ترین نمایشنامه‌ها و فیلم‌نامه‌ها و پژوهش‌های زبانِ فارسی را در بر می‌گیرد. نخستین کتابِ بیضایی به سالِ ۱۳۴۱ در تهران چاپ شد؛ که مجموعه‌ای کوچک از دو نمایشنامهٔ «مترسکها در شب» و «عروسک‌ها» بود. او در همان اوایلِ دههٔ ۱۳۴۰ مقاله‌نویسِ پرکاری نیز بود. سالِ ۱۳۳۳ نشریهٔ پُست تهران نپذیرفت که نوشته‌ای از بیضاییِ نوجوان را چاپ کند. امّا او از اواخرِ دههٔ ۱۳۳۰ در مجلّاتی مانندِ علم و زندگی و هنر و سینما و موزیک ایران و آرش مقاله می‌نوشت. بعضی از مقالاتِ آن دوره به صورتِ کتاب هم منتشر شد، از جمله در کتابِ نمایش در ایران (۱۳۴۴). به رغمِ بدبینیِ ناقدانی چون صمد بهرنگی، و موافقِ خوشبینیِ دیگرانی چون مصطفی رحیمی، دههٔ ۱۳۴۰ دورهٔ رونقِ نمایشنامهٔ فارسی شد؛ و بیضایی، با غلامحسین ساعدی و اکبر رادی، یکی از سه نمایشنامه‌نویسی به‌شمار می‌رفت که معروف یا، به قولِ دههٔ ۱۳۶۰ سیمین دانشور، «تثبیت‌شده» و «مطرح» گشتند. از دههٔ ۱۳۵۰ فیلم‌نامه‌نویسی نیز جزوِ کارِ نویسندگیِ حرفه‌ایِ بیضایی شد و تا پایانِ قرن ادامه یافت، چنان‌که نمایشنامه‌نویسیش. حاصلِ «زندگی ادیبانه‌ی بیضایی» را سالِ ۱۴۰۲ یکی از ستایندگانِ کارش به «محیط» مانند کرد که نتوانش «به کفچه پیمود!»
بیضایی از پایه‌گذارانِ کانونِ نویسندگانِ ایران نیز بود، که سپس‌تر از آن کناره‌گرفت.

## کتاب‌های منتشرشده
این جدول فهرستی است از کتاب‌های چاپ‌شدهٔ نویسنده به ترتیبِ نگارش. بیشترِ این نمایشنامه‌ها بارها به نمایش درآمده و بعضی از فیلم‌نامه‌ها فیلم شده. آنجا که نویسنده خود در ساخت و نمایش نقش داشته در توضیحات اشاره شده است. بسیاری از این کتاب‌ها بی اجازهٔ نویسنده و ناشر در اینترنت و بعضاً در بازارِ عمدتاً غیررسمیِ کتابِ کاغذی نیز منتشر شده‌اند.
بیضایی بر طرحِ جلدِ بیشترِ کتاب‌هایش نیز نظارت داشته است.
| نمایشنامه | فیلم‌نامه | پژوهش | داستان | گفتگو | مجموعه |

| کتاب‌های منتشرشدهٔ بیضایی                                         | کتاب‌های منتشرشدهٔ بیضایی                                            | کتاب‌های منتشرشدهٔ بیضایی | کتاب‌های منتشرشدهٔ بیضایی | کتاب‌های منتشرشدهٔ بیضایی      | کتاب‌های منتشرشدهٔ بیضایی |
| سالِ نگارش                                                       | نـام                                                               | گونه                    | سالِ انتشار              | ناشر                         | توضیحات |
| --------------------------------------------------------------- | ------------------------------------------------------------------ | ----------------------- | ----------------------- | ---------------------------- | --- |
| ۱۳۳۷ و ۱۳۴۲                                                     | آرش                                                                | برخوانی                 | ۱۳۵۶                    | نیلوفر                       | پاره‌هایی ازش در زبان و ادبیّات فارسی (۱۳۷۸) و سخن شیرین پارسی نیز آمده. سالِ ۱۳۹۲ به کارگردانیِ نویسنده آواخوانی شد. |
| نگاشته و بازنگریسته از ۱۳۳۷ تا ۱۳۷۴                             | سه بَرخوانی                                                         | مجموعهٔ برخوانی          | ۱۳۷۶                    | روشنگران                     | سه برخوانیِ «آرش»، «اژدهاک» و «کارنامه‌ی بُندارِ بیدَخش» که اوّلی و سوّمی به کارگردانیِ نویسنده به ترتیب آواخوانی شده و به نمایش درآمده. «اژدهاک» پیش‌تر به سالِ ۱۳۴۵ در ماهنامهٔ پیام نوین و به سالِ ۱۳۷۰ در کتاب روشن و «کارنامه‌ی بُندارِ بیدَخش» به سالِ ۱۳۷۵ در مجلّهٔ کِلک منتشر شده بود.                                |
| ۱۳۴۱                                                            | مترسکها در شب و عروسکها                                            | مجموعهٔ نمایشنامه        | ۱۳۴۱                    | نویسنده                      | دو نمایشنامهٔ «مترسکها در شب» و «عروسک‌ها». این کتاب هرگز تجدید چاپ نشده. و نمایشنامهٔ یکُم چاپِ دیگری نداشته؛ ولی به کارگردانیِ جعفر والی به سالِ ۱۳۴۲ تله‌تئاتر شده است. |
| ۱۳۴۱ و ۱۳۴۲                                                     | سه نمایشنامه‌ی عروسکی                                               | مجموعهٔ نمایشنامه        | ۱۳۴۲                    | نویسنده نگاه روشنگران        | سه نمایشنامهٔ «عروسک‌ها» و «غروب در دیاری غریب» و «قصه‌ی ماه پنهان» که یکُمی را نویسنده به نمایش درآورده و در نمایشِ دو تای دیگر نیز همکاری کرده. |
| ۱۳۳۸ و ۱۳۴۳                                                     | نمایش در ژاپن                                                      | پژوهش                   | ۱۳۴۳                    | مجله موسیقی روشنگران         | با همکاریِ داریوش آشوری و سهراب سپهری در خطّاطی و بخش‌های ترجمه. انتشارِ پیشین در مجلّه موسیقی (۱۳۴۳؛ از شمارهٔ ۸۹ تا ۹۶) |
| ۱۳۴۱ و ۱۳۴۲                                                     | نمایش در ایران                                                     | پژوهش                   | ۱۳۴۴                    | نویسنده روشنگران             | انتشارِ پیشین در مجلّه موسیقی (۱۳۴۱ و ۱۳۴۲؛ از شمارهٔ ۶۲ تا ۷۷) |
| ۱۳۴۲                                                            | پهلوان اکبر می‌میرد                                                 | نمایشنامه               | ۱۳۴۴                    | صائب نگاه روشنگران           | چاپِ دیگرِ پاره‌ای در کارنامه نثر معاصر (۱۳۷۹). نخستین بار پاییز و زمستانِ ۱۳۴۴ با همکاریِ نویسنده در تالارِ ۲۵ شهریور به وسیلهٔ گروهِ هنرِ ملّی به نمایش درآمد. |
| ۱۳۴۳                                                            | هشتمین سفر سندباد                                                  | نمایشنامه               | ۱۳۵۰                    | جوانه روزبهان روشنگران       | پاییزِ ۱۳۴۳ شصت نسخهٔ پلی‌کپی از این نمایشنامه به طورِ محدود منتشر شد که در دسترسِ اهلِ نمایش بود. |
| ۱۳۴۴                                                            | دنیای مطبوعاتی آقای اسراری                                         | نمایشنامه               | ۱۳۴۵                    | مروارید روشنگران             | |
| ۱۳۴۴                                                            | سُلطان مار                                                          | نمایشنامه               | ۱۳۴۵                    | نویسنده تیراژه روشنگران      | نویسنده سالِ ۱۳۴۸ بر صحنه برد. |
| ۱۳۴۶                                                            | ضیافت / میراث                                                      | مجموعهٔ نمایشنامه        | ۱۳۵۵                    | نگاه روشنگران                | دو نمایشنامهٔ تک‌پرده‌ایِ «میراث» و «ضیافت» که نویسنده سالِ ۱۳۴۶ به نمایش درآورده. نامِ کتاب در چاپِ نخست میراث و ضیافت بود. |
| ۱۳۴۶                                                            | چهار صندوق                                                         | مضحکه                   | ۱۳۵۸                    | روزبهان روشنگران             | نخستین بار بهمن‌ماهِ ۱۳۴۶ در نخستین شمارهٔ دفترهای زمانه چاپ شد. |
| ۱۳۴۷                                                            | دیوان بلخ                                                          | نمایشنامه               | ۱۳۴۷                    | امیر کبیر نگاه               | پاره‌ای ازش در ادبیات معاصر ایران (نثر) (۱۳۸۱) نیز آمد. |
| ۱۳۴۸                                                            | گمشدگان                                                            | نمایشنامه               | ۱۳۵۷                    | پیام                         | |
| ۱۳۴۸                                                            | نمایش در چین                                                       | پژوهش                   | ۱۳۴۹                    | امیر کبیر روشنگران           | با نمایشنامه‌های لی کویی، گردباد سیاه و مُهرِ تقلّبی و دایره‌ی گچی به ترجمهٔ داریوش آشوری |
| ۱۳۴۹                                                            | راه توفانی فرمان پسر فرمان از میان تاریکی                          | نمایشنامه               | ۱۳۵۷                    | نیلوفر                       | نخست در کیهان سالِ ۱۳۵۱ با نامِ «فرمان» چاپ شده بود. |
| ۱۳۴۹                                                            | حقیقت و مرد دانا                                                   | داستانِ کودکان           | ۱۳۵۱                    | کانونِ پرورشِ فکری             | با نقّاشی‌های مرتضی ممیّز |
| ۱۳۴۹                                                            | عیّار تنها                                                          | فیلم‌نامه                | ۱۳۶۴                    | روشنگران                     | چاپِ نخست: «عیار تنها». چراغ (۲): ۱۳۲–۱۸۵. ۱۳۶۰. |
| متنِ نوینِ بازنگریسته‌ای از بیشترِ نمایشنامه‌های سال‌های ۱۳۳۷ تا ۱۳۴۹ | دیوان نمایش                                                        | مجموعهٔ نمایشنامه        | ۱۳۸۲                    | روشنگران                     | دفترِ یکُم و دوّم چاپ شده که متنِ بازنگری‌شدهٔ هجده نمایشنامه از دههٔ ۱۳۴۰ است. این صورت از این نمایشنامه‌هاست که از ۱۳۸۲ به بعد به صورتِ تکی نیز چاپ شده. |
| ۱۳۵۴                                                            | حقایق درباره‌ی لیلا دختر ادریس                                      | فیلم‌نامه                | ۱۳۶۱                    | تیراژه روشنگران              | |
| ۱۳۵۵                                                            | آهو، سلندر، طلحک و دیگران                                          | فیلم‌نامه                | ۱۳۵۶                    | نگاه روشنگران                | «طلحک و دیگران» در شمارهٔ ۱ فصلنامه تئاتر (پاییزِ ۱۳۵۶) نیز چاپ شد. «سلندر» یک بار فیلم شده (کارگردان: واروژ کریم مسیحی) و دیگر بار بر اساسش فیلمی ساخته‌اند (سازنده: رفیع پیتز). نامِ این هر دو فیلمِ کوتاه «سلندر» است.                                                                                       |
| ۱۳۵۶                                                            | ندبه                                                               | نمایشنامه               | ۱۳۷۱                    | رامین تصویر و زمانه روشنگران | بخشی از آغازِ نمایشنامه تابستانِ ۱۳۵۹ در شمارهٔ سوّم نامهٔ کانون نویسندگان ایران آمده. نسخهٔ کاملش اوّل بار تابستانِ ۱۳۶۲ در شمارهٔ سوّمِ الفبای پاریس به نامِ «بهروز برومند» منتشر شد. |
| ۱۳۵۸                                                            | مرگ یزدگرد                                                         | نمایشنامه               | ۱۳۵۹                    | روزبهان روشنگران             | نخستین بار در شمارهٔ پانزدهمِ کتاب جمعه در آبانِ ۱۳۵۸ چاپ شد. نمایشِ نویسنده به سالِ ۱۳۵۸ و فیلم‌شده به سالِ ۱۳۶۰. بخش‌هایی از فیلم‌نامه‌اش با مختصری توضیحات به سالِ ۱۳۷۱ در مجموعهٔ مقالات در نقد و معرفی آثار بهرام بیضایی نیز آمده.                                                                                |
| ۱۳۵۳ و ۱۳۵۸                                                     | قصه‌های میرِ کفن‌پوش                                                  | فیلم‌نامه                | ۱۳۶۳                    | ابتکار روشنگران              | |
| ۱۳۵۹                                                            | شب سمور                                                            | فیلم‌نامه                | ۱۳۶۶                    | عکس معاصر                    | چاپِ نخست: «شب سمور». چراغ (۱): ۷۰–۱۲۲. ۱۳۶۰. فیلمِ خطِّ قرمز را بر اساسِ این کار ساخته‌اند. |
| ۱۳۵۹                                                            | اِشغال                                                              | فیلم‌نامه                | ۱۳۶۸                    | روشنگران رامین               | چاپِ نخست: «اِشغال». چراغ (۳): ۱۷۲–۲۴۷. ۱۳۶۱. |
| ۱۳۵۹                                                            | آینه‌های روبرو                                                      | فیلم‌نامه                | ۱۳۶۱                    | دماوند روشنگران              | |
| ۱۳۶۰                                                            | خاطرات هنرپیشهٔ نقش دوم                                             | نمایشنامه               | ۱۳۶۲                    | دماوند روشنگران              | |
| ۱۳۶۱                                                            | روز واقعه                                                          | فیلم‌نامه                | ۱۳۶۳                    | ابتکار روشنگران              | چاپِ دیگرِ پاره‌ای در کتابِ تأملی در ادبیات امروز (۱۳۹۴). سالِ ۱۳۷۳ با همین نام فیلم کرده‌اند. |
| ۱۳۶۱                                                            | زمین                                                               | فیلم‌نامه                | ۱۳۶۴                    | ابتکار روشنگران              | |
| ۱۳۶۱                                                            | فتحنامه‌ی کلات                                                      | نمایشنامه               | ۱۳۶۲                    | دماوند روشنگران              | |
| ۱۳۶۳                                                            | پرونده‌ی قدیمی پیرآباد                                              | فیلم‌نامه                | ۱۳۶۳                    | ابتکار روشنگران              | سالِ ۱۳۷۵ فیلمی به نامِ فصل پنجم بر این اساس ساخته‌اند. نیز داستانِ فیلمِ اتوبوس (۱۳۶۴) با این فیلم‌نامه می‌خواند. |
| ۱۳۶۳                                                            | عَیّارنامه                                                           | فیلم‌نامه                | ۱۳۶۴                    | فاریاب سیمرغ روشنگران        | با نقّاشیِ آیدین آغداشلو |
| ۱۳۶۳                                                            | تاریخ سرّی سلطان در آبسْکون                                          | فیلم‌نامه                | ۱۳۶۵                    | عکس معاصر روشنگران           | |
| ۱۳۶۳                                                            | وقت دیگر، شاید . . .                                               | فیلم‌نامه                | ۱۳۶۸                    | ابتکار                       | با نقّاشیِ آیدین آغداشلو − سالِ ۱۳۶۶ با نام شاید وقتی دیگر فیلم شده. دو فصلش به سالِ ۱۳۷۱ در مجموعهٔ مقالات در نقد و معرفی آثار بهرام بیضایی نیز چاپ شده. |
| ۱۳۶۳                                                            | پرده‌خانه                                                           | نمایشنامه               | ۱۳۷۲                    | روشنگران                     | |
| ۱۳۵۸ و ۱۳۶۵                                                     | طومار شیخ شرزین                                                    | فیلم‌نامه                | ۱۳۶۸                    | رامین روشنگران               | با نقّاشیِ آیدین آغداشلو |
| ۱۳۶۵                                                            | دیباچه‌ی نوین شاهنامه                                               | فیلم‌نامه                | ۱۳۶۹                    | روشنگران                     | با نقّاشیِ آیدین آغداشلو. پاره‌ای از این فیلم‌نامه به سالِ ۱۳۸۵ در شمارهٔ ۹ مجلّهٔ رودکی نیز چاپ شده است. |
| ۱۳۶۵                                                            | پرده‌ی نئی                                                          | فیلم‌نامه                | ۱۳۷۱                    | روشنگران                     | چاپِ دیگرِ گزیده‌ای در دُرج دَری (۱۳۸۹) |
| ۱۳۶۵ و ۱۳۶۷                                                     | گفت‌وگو با بهرام بیضایی                                             | گفتگو                   | ۱۳۷۱                    | آگاه                         | گفتگو با زاون قوکاسیان. بخش‌هایی از این گفتگو با عنوانِ «پالایش آیین‌ها» در شمارهٔ ۳۲ و با عنوانِ «نگهبانِ عشق و باروری» در شمارهٔ ۷۹ و با عنوانِ «ترس از گذر زمان» در شمارهٔ ۸۰ و با عنوانِ «آتش و خاک» در شمارهٔ ۹۲ و با عنوانِ «تاریخ را پیروزشدگان می‌نویسند» در شمارهٔ ۱۱۶ ماهنامهٔ صنعت سینما دوباره منتشر شده است. |
| ۱۳۶۷                                                            | جنگنامه‌ی غلامان                                                    | نمایشنامه               | ۱۳۶۹                    | عصر جدید روشنگران            | |
| ۱۳۶۸                                                            | سفر به شب                                                          | فیلم‌نامه                | ۱۳۹۶                    | روشنگران                     | چاپِ پیشینِ طرح در شمارهٔ ۶۸ ماهنامهٔ صنعت سینما |
| ۱۳۶۸                                                            | مسافران                                                            | فیلم‌نامه                | ۱۳۷۱                    | روشنگران                     | به سالِ ۱۳۶۹ و ۱۳۷۰ فیلم شده. پاره‌ای پیش‌تر چاپ شده در «مسافران: سکانس ۶». گزارش فیلم (۸ (پیاپی ۲۱)): ۴۰. بهمن ۱۳۷۰. |
| ۱۳۶۹                                                            | فیلم در فیلم                                                       | فیلم‌نامه                | ۱۳۷۳                    | روشنگران                     | |
| ۱۳۷۰                                                            | جدال با جهل                                                        | گفتگو                   | ۱۳۸۸                    | ثالث                         | گفتگو (با نوشابه امیری؟) – چاپِ ناقصِ پیشین: «از جهالت متنفرم». گزارش فیلم (۱۲۵): ۱۲–۳۴. ۱۵ اردیبهشت ۱۳۷۸. |
| ۱۳۷۰                                                            | هیچکاک در قاب                                                      | گفتگو                   | ۱۳۷۴                    | روشنگران                     | |
| ۱۳۷۱                                                            | سگ‌کُشی                                                              | فیلم‌نامه                | ۱۳۸۰                    | روشنگران                     | به سالِ ۱۳۷۸ و ۱۳۷۹ فیلم شده. پاره‌ای پیش‌تر چاپ شده در «سگ‌کشی: فصلی از فیلمنامه». گزارش فیلم (۱۶۶): ۵۵–۵۶. بهمن ۱۳۷۹. و سپس‌تر پاره‌ای در «یا نصیب و یا قسمت . . . چه معجزه‌ای!». حیات نو (۴۹۴): ۹. ۲۸ دی ۱۳۸۰. و تصویرِ دستخطِّ پاره‌ای سپس‌تر در «دکوپاژ یک فصل: فصل ۴۱ «سگ‌کشی»». صنعت سینما (۱): ۲۰–۲۱. ۱۳۸۱.     |
| ۱۳۷۲                                                            | سیاوش‌خوانی                                                         | نمایشنامه و فیلم‌نامه    | ۱۳۷۵                    | روشنگران                     | |
| ۱۳۷۳                                                            | آوازهای ننه آرسو                                                   | فیلم‌نامه                | ۱۳۷۵                    | روشنگران                     | فیلمِ سایه به سایه را بر اساسِ این فیلم‌نامه نوشته و ساخته‌اند. |
| ۱۳۷۵                                                            | مقصد                                                               | فیلم‌نامه                | ۱۳۷۷                    | روشنگران                     | |
| ۱۳۵۳ و ۱۳۷۵                                                     | چشم‌انداز                                                           | فیلم‌نامه                | ۱۳۸۸                    | روشنگران                     | |
| ۱۳۷۶                                                            | اَفرا، یا روز می‌گذرد                                                | نمایشنامه               | ۱۳۸۱                    | روشنگران                     | نویسنده سالِ ۱۳۸۶ نمایش داده. |
| ۱۳۷۷                                                            | مجلس قربانی سِنِمّار                                                  | نمایشنامه               | ۱۳۸۰                    | روشنگران                     | |
| ۱۳۷۷                                                            | گفتگو با باد                                                       | فیلم‌نامهٔ کوتاه          | ۱۳۷۹                    | دیدار                        | فیلم‌شده به سالِ ۱۳۷۷ به کارگردانیِ نویسنده. کتاب با نامِ کاملِ گفتگو، نقد و نظر و فیلمنامهٔ گفتگو با باد با گفتگوهایی با بیضایی و عوامل فیلم و مقالاتی دربارهٔ فیلم به کوششِ زاون قوکاسیان |
| ۱۳۷۳ و ۱۳۷۸                                                     | سهراب‌کُشی                                                           | نمایشنامه               | ۱۳۸۶                    | روشنگران                     | پاره‌هایی چند از واپسین بخشِ نمایشنامه، که مویهٔ تهمینه بر مرگِ سهراب است، به سالِ ۱۳۸۵ در شمارهٔ ۵۷ مجلّهٔ بخارا چاپ شده بود، و مژده شمسایی نیز همین بخش را در شبِ بخارای بهرام بیضایی در زادروزش در همان سال برای حاضران خوانده بود.                                                                              |
| ۱۳۵۶ و ۱۳۷۸                                                     | جانا و بلادور                                                      | نمایشنامه               | ۱۴۰۴                    | بیشه                         | سایه‌بازی. سالِ ۱۳۹۱ نویسنده نمایش داد. |
| ۱۳۷۹                                                            | ایستگاه سلجوق                                                      | فیلم‌نامه                | ۱۳۸۱                    | روشنگران                     | |
| ۱۳۷۹                                                            | مَجلس ضَربت زدن                                                      | نمایشنامه               | ۱۳۸۱                    | روشنگران                     | |
| ۱۳۸۱                                                            | اتفاق خودش نمی‌افتد!                                                | فیلم‌نامه                | ۱۳۸۴                    | روشنگران                     | |
| ۱۳۸۲                                                            | شب هزارویکُم                                                        | نمایشنامه               | ۱۳۸۲                    | روشنگران                     | سه تک‌پرده‌ایِ هم‌نامِ پی‌درپی که نویسنده سالِ ۱۳۸۲ به نمایش درآورد. |
| ۱۳۸۲                                                            | ریشه‌یابیِ درخت کهن                                                  | پژوهش                   | ۱۳۸۳                    | روشنگران                     | پارهٔ یکُمِ هِزاراَفسان کجاست؟ |
| ۱۳۸۳                                                            | ماهی                                                               | فیلم‌نامه                | ۱۳۹۹                    | بیشه                         | سالِ ۱۳۸۸ به طورِ غیررسمی و محدود منتشر شده بود. |
| ۱۳۸۳                                                            | مجلس شبیه؛ در ذکر مصایب استاد نوید ماکان و همسرش مهندس رُخشید فرزین | نمایشنامه               | ۱۴۰۲                    | بیشه                         | نویسنده تابستانِ ۱۳۸۴ بر صحنه برد. |
| ۱۳۸۴                                                            | هِزاراَفسان کجاست؟                                                   | پژوهش                   | ۱۳۹۱                    | روشنگران                     | پارهٔ دوّمِ ریشه‌یابیِ درخت کهن |
| ۱۳۸۵                                                            | لبه‌ی پرتگاه                                                        | فیلم‌نامه                | ۱۳۸۶                    | روشنگران                     | |
| ۱۳۸۶                                                            | وقتی همه خوابیم                                                    | فیلم‌نامه                | ۱۳۸۸                    | روشنگران                     | به سالِ ۱۳۸۷ فیلم شده. |
| ۱۳۸۸                                                            | تاراج‌نامه (ذیل جهانگشا)                                            | نمایشنامه               | ۱۳۹۰                    | روشنگران                     | |
| ۱۳۸۸                                                            | چهارراه                                                            | نمایشنامه               | ۱۳۹۸                    | روشنگران                     | نویسنده در فروردینِ ۱۳۹۷ بر صحنه برد. |
| ۱۳۸۱ و ۱۳۹۶                                                     | موزاییک استعاره‌ها: گفت‌وگو با بهرام بیضایی و زنان فیلم‌هایش          | گفتگو                   | ۱۴۰۲                    | برج                          | با پروانه معصومی و سوسن تسلیمی و مژده شمسایی. به کوششِ بهمن مقصودلو برای فیلمِ بهرام بیضایی: موزاییک استعاره‌ها (۲۰۱۹ میلادی) |
| ۱۳۹۶                                                            | داش آکُل به گُفته‌ی مرجان                                             | نمایشنامه               | ۱۴۰۴                    | بیشه                         | بخشِ اوّلش سالِ ۱۴۰۳ و بخشِ دوّم سالِ ۱۴۰۴ به کارگردانیِ نویسنده به نمایش درآمد. |

## نمایشنامه‌های کوتاه
| سالِ نگارش   | نام                  | منبع |
| ----------- | -------------------- | --- |
| ۱۳۴۰–۱۳۳۸   | اژدهاک               | در ماهنامهٔ پیام نوین (اردیبهشتِ ۱۳۴۵) و کتاب روشن (۱۳۷۰) و کتابِ سه بَرخوانی (۱۳۷۶) و جلدِ یکُمِ دیوان نمایش (۱۳۸۲)                                     |
| ۱۳۴۱        | مترسکها در شب        | در کتابِ مترسکها در شب و عروسکها |
| ۱۳۴۱        | عروسک‌ها              | در کتابِ مترسکها در شب و عروسکها و سه نمایشنامه‌ی عروسکی و جلدِ یکُمِ دیوان نمایش (۱۳۸۲)                                                               |
| ۱۳۴۱        | غروب در دیاری غریب   | در کتابِ سه نمایشنامه‌ی عروسکی و جلدِ یکُمِ دیوان نمایش (۱۳۸۲)                                                                                         |
| ۱۳۴۲        | قصه‌ی ماه پنهان       | در کتابِ سه نمایشنامه‌ی عروسکی و جلدِ چهارمِ ادب و هنر امروز ایران (۱۳۷۳) و جلدِ یکُمِ دیوان نمایش (۱۳۸۲)                                                |
| ۱۳۴۰ و ۱۳۷۴ | کارنامه‌ی بُندارِ بیدَخش | در مجلّهٔ کِلک (۱۳۷۵) و در کتابِ سه بَرخوانی و جلدِ یکُمِ دیوان نمایش (۱۳۸۲)                                                                              |
| ۱۳۴۶        | ضیافت                | در ماهنامهٔ پیام نوین (آذرِ ۱۳۴۶) و در کتابِ ضیافت / میراث و نیز در جلدِ دوّمِ دیوان نمایش (۱۳۸۲)                                                       |
| ۱۳۴۶        | میراث                | در کتاب نمایش (دیِ ۱۳۴۶) و در کتابِ ضیافت / میراث و نیز در جلدِ دوّمِ دیوان نمایش (۱۳۸۲). گزیده‌ایش در سرو پارسی: گزیده نظم و نثر پارسی (۱۳۹۲) نیز آمد. |
| ۱۳۴۷        | ساحل نجات            | در جلدِ دوّمِ دیوان نمایش (۱۳۸۲) |
| ۱۳۴۷        | در حضورِ باد          | در شمارهٔ دوّمِ دفترهای روزن (۱۳۴۷) و در جلدِ دوّمِ دیوان نمایش (۱۳۸۲) و در گروه هنر ملی از آغاز تا پایان (۱۳۹۵)                                        |

## کوتاهِ فیلم‌نامه‌ها
بسیاری از فیلم‌نامه‌های بیضایی کتاب شده است؛ و شماری هنوز نه. او هشت تا از فیلم‌نامه‌هاییش را که فیلم کرده به صورتِ کتاب منتشر نکرده است. فصل‌هایی از پنج تا از این فیلم‌نامه‌های فیلم‌شدهٔ چاپ‌نشده را (به اضافهٔ بخش‌هایی از مرگ یزدگرد و شاید وقتی دیگر . . . و مسافران که کتاب شده) زاون قوکاسیان در کتابِ مجموعهٔ مقالات در نقد و معرفی آثار بهرام بیضایی (چاپِ سوّم، با افزوده‌ها، ۱۳۷۸) آورده است. این‌ها عبارت است از:
1. «چند فصل از فیلمنامهٔ «رگبار»»
2. «دو فصل از فیلمنامهٔ «غریبه و مه»»
3. «دو فصل از فیلمنامهٔ «کلاغ»»
4. «فصلی از فیلمنامهٔ «چریکه‌ی تارا»»
5. «چند فصل از فیلمنامهٔ «باشو غریبه‌ی کوچک»»

طرح‌ها و پاره‌هایی نیز از بعضِ فیلم‌نامه‌های فیلم‌نشده و کتاب هم نشده جداگانه منتشر شده است:
- «طرح ابتدایی تهیه یک فیلم …». آرش (۳): ۶۳–۷۱. ۱۳۴۱. (چاپِ دیگر در شمارهٔ ۸۷۹ هفته‌نامهٔ چلچراغ، ۱۴۰۱)
- «هدایت». کارنامه (۱۳): ۴–۱۳. مهر ۱۳۷۹. (نوشتهٔ ۱۳۷۶؛ چاپ‌های دیگر: «صادق هدایت: روز آخر». ره‌آورد (۸۹). و «روز آخر صادق هدایت». فصلنامه مطالعات شهریارپژوهی (۲۸): ۸۳۳–۸۴۷. بهار ۱۴۰۰.)
- «شش طرح برای صدسالگی سینمای ایران». فیلم (۲۵۸): ۴۸–۵۰. شهریور ۱۳۷۹. (چاپِ دیگر در کتابِ بهرام بیضایی و وقتی همه خوابیم، ۱۳۹۸)
- «گفت‌وگو با آب، باد، خاک، آتش». صنعت سینما (۳۲): ۸. اسفند ۱۳۸۳.
- «شغل». صنعت سینما (۴۴). اسفند ۱۳۸۴.
- «بُریده‌ها: بخشِ سایه‌بازی از فیلم‌نامه‌ی «داستانِ باورنکردنی»». بخارا (۱۳۹): ۲۱–۲۶. شهریور ۱۳۹۹.

خلاصه‌ای خطّی از فیلم‌نامهٔ آقای لیر (۱۳۶۷) نیز در پاییزِ ۱۳۷۰ در شمارهٔ ۷ مجلّهٔ بررسی کتاب چاپ شده است. تصویرِ دستخطِّ پاره‌ای از فیلم‌نامهٔ موسیقیِ وقتی همه خوابیم نیز آمده است در «دو صفحه از فیلم‌نامهٔ بیضایی برای موسیقی فیلم». فیلم (۳۹۳): ۷۵. ۱۳۸۸.

## مقالاتو منشآت
مقالات و پاره‌نوشته‌های منتشرشده و نشدهٔ بیضایی فراوان است. او از سال‌های پایانیِ دههٔ ۱۳۳۰ مقالاتی در مجلّاتِ گوناگون می‌نوشت. بعضی از این مجلّه‌ها سپس‌تر دوباره منتشر شده است، مانندِ هفت شمارهٔ دورهٔ نخستِ آرش که نشرِ ویراستار در دو جلدِ رقعی منتشر کرده. تصویرِ مقداری دستخط از بیضایی نیز – از امضا و تقدیم‌نامه و نامه و شعر و پاره‌ای از فیلم‌نامه و غیره – در مجلّات و اینترنت منتشر شده است. فهرستی از چاپ‌کرده‌ها و چند چاپ‌نکردهٔ وی – فارغ از ترجمه‌های منتشرشدهٔ بعضی به زبان‌های دیگر – از این قرار است:

### مقاله و شعر و پیام و رسالهٔ مفرده و داستان و دیباچه
| تاریخِ انتشارِ مکتوب      | نام                                                            | توضیحات |
| ----------------------- | -------------------------------------------------------------- | --- |
| ۵ اسفندِ ۱۳۳۵            | بهترین هنرپیشه و فیلم شما کدام است؟                            | ستارهٔ سینما (۱۰۲): ۳۰. (نقلِ همهٔ متن در صلح‌جو، تهماسب (تیر ۱۴۰۱). «همیشه انتخاب‌کننده نیستیم». فیلم امروز (۱۵): ۱۴۰. و صلح‌جو، طهماسب (۵ دی ۱۴۰۲). «سرچشمه نبوغ». هم‌میهن (۴۰۷): ۱۴−۱۵.)                                               |
| اسفندِ ۱۳۳۷              | نقاش                                                           | در کتابِ طلیعهٔ آثار انجمن ادبی طهران |
| فروردینِ ۱۳۴۰            | پرده‌های عریض                                                   | هنر و سینما (۱). |
| ۲۶ اردیبهشتِ ۱۳۴۰        |                                                                | هنر و سینما (۵). |
| ۲۶ اردیبهشتِ ۱۳۴۰        | جان فورد و صف طویل خاکستری                                     | فیلم و هنر (۵). (چاپِ دیگر در کتابِ اسطورهٔ سینما: جان فورد و سینمایش) |
| خردادِ ۱۳۴۰              | موزیک در سینما                                                 | مجله موزیک (۱ (پیاپی ۱۰۹)): ۹ و ۲۲. |
| تیرِ ۱۳۴۰                | ارزشهای موسیقی سینما                                           | مجله موزیک (۲ (پیاپی ۱۱۰)): ۹ و ۱۱. |
| ۲۴ تیرِ ۱۳۴۰             | یادداشتهائی درباره تعزیه                                       | هنر و سینما (۹). |
| مردادِ ۱۳۴۰              | پیوند تصویر و موزیک                                            | مجله موزیک (۳ (پیاپی ۱۱۱)): ۴. |
| ۸ مردادِ ۱۳۴۰            | درباره متن بازار شام                                           | هنر و سینما (۱۰): ۵۲. |
| شهریورِ ۱۳۴۰             | نقش متقابل موزیک و تصویر در سینما                              | مجله موزیک (۴ (پیاپی ۱۱۲)): ۹ و ۲۹. |
| مهرِ ۱۳۴۰                | لایتموتیو در موزیک سینما                                       | مجله موزیک (۵ (پیاپی ۱۱۳)): ۹−۱۰. |
| ۱۳۴۰                    | گوشه‌ای از تاریخ نمایش در ایران                                 | آرش (۱): ۸۴–۹۲. (چاپِ دیگرِ پاره‌ای در فرهنگ واژگان و اصطلاحات طنز، ۱۳۸۵) |
| آذرِ ۱۳۴۰                | فصلی از تاریخ موسیقی                                           | مجله موزیک (۷ (پیاپی ۱۱۵)): ۷−۸. |
|                         |                                                                | علم و زندگی. |
|                         |                                                                | علم و زندگی. |
| اسفندِ ۱۳۴۰              | سینمای هند                                                     | علم و زندگی (۲): ۶۵–۷۳. |
| خردادِ ۱۳۴۱              | یک معرکه و یک نمایشنامهٔ ته شهری                                | کتاب ماه (۱): ۱۵۲–۱۵۳. |
| ۱۳۴۱                    | خیمه‌شب‌بازی در ایران                                            | آرش (۳): ۲۵–۴۳. |
| ۱۳۴۱                    | تعزیه شمر و عباس                                               | آرش (۵): ۲۶–۲۸. |
| ۱۳۴۱                    | کارنامه فیلم گلستان                                            | آرش (۵): ۵۱–۵۶. |
| فروردینِ ۱۳۴۱            | نمایش در ایران                                                 | مجلّه موسیقی (۶۲ و ۶۳): ۲−۱۶. (با مقدّمه‌ای از فرّخ غفّاری. چاپِ دیگر بی نوشتهٔ غفّاری در کتابِ نمایش در ایران، ۱۳۴۴) |
| اردیبهشتِ ۱۳۴۱           | نمایش در ایران                                                 | مجلّه موسیقی (۶۴): ۱۹−۴۰. (چاپِ دیگر در کتابِ نمایش در ایران، ۱۳۴۴) |
| خردادِ ۱۳۴۱              | نمایش در ایران ۳                                               | مجلّه موسیقی (۶۵): ۶−۲۵. (چاپِ دیگر در کتابِ نمایش در ایران، ۱۳۴۴) |
| تیرِ ۱۳۴۱                | نمایش در ایران ۴                                               | مجلّه موسیقی (۶۶): ۱۵−۳۳. (چاپِ دیگر در کتابِ نمایش در ایران، ۱۳۴۴) |
| مردادِ ۱۳۴۱              | نمایش در ایران ۵                                               | مجلّه موسیقی (۶۷): ۱−۱۸. (چاپِ دیگر در کتابِ نمایش در ایران، ۱۳۴۴) |
| شهریورِ ۱۳۴۱             | نمایش در ایران ۶                                               | مجلّه موسیقی (۶۸): ۷−۱۸. (چاپِ دیگر در کتابِ نمایش در ایران، ۱۳۴۴) |
| مهرِ ۱۳۴۱                | نمایش در ایران ۷                                               | مجلّه موسیقی (۶۹): ۱۶−۲۹. (چاپِ دیگر در کتابِ نمایش در ایران، ۱۳۴۴) |
| مهرِ ۱۳۴۱                | تشکر                                                           | مجلّه موسیقی (۶۹): ۲۹. |
| آبانِ ۱۳۴۱               | نمایش در ایران ۸                                               | مجلّه موسیقی (۷۰): ۳۸−۴۵. (چاپِ دیگر در کتابِ نمایش در ایران، ۱۳۴۴) |
| دیِ ۱۳۴۱                 | نمایش در ایران ۹                                               | مجلّه موسیقی (۷۱): ۲۹−۳۵. (چاپِ دیگر در کتابِ نمایش در ایران، ۱۳۴۴) |
| دیِ ۱۳۴۱                 | نمایش در ایران ۱۰                                              | مجلّه موسیقی (۷۲): ۱۱−۱۵. (چاپِ دیگر در کتابِ نمایش در ایران، ۱۳۴۴) |
| بهمن و اسفندِ ۱۳۴۱       | نمایش در ایران ۱۱                                              | مجلّه موسیقی (۷۳ و ۷۴): ۳۶−۵۰. (چاپِ دیگر در کتابِ نمایش در ایران، ۱۳۴۴) |
| فروردینِ ۱۳۴۲            | نمایش در ایران ۱۲                                              | مجلّه موسیقی (۷۵): ۱۷−۲۹. (چاپِ دیگر در کتابِ نمایش در ایران، ۱۳۴۴) |
| اردیبهشتِ ۱۳۴۲           | نمایش در ایران ۱۳                                              | مجلّه موسیقی (۷۶): ۱۲−۲۴. (چاپِ دیگر در کتابِ نمایش در ایران، ۱۳۴۴) |
| خردادِ ۱۳۴۲              | نمایش در ایران ۱۴                                              | مجلّه موسیقی (۷۷): ۱۵−۳۱. (چاپِ دیگر در کتابِ نمایش در ایران، ۱۳۴۴) |
| خردادِ ۱۳۴۲              | تئاتر ۴۱                                                       | آرش (۶): ۲۹–۳۳. (چاپِ دیگر در کتابِ گروه هنر ملی از آغاز تا پایان، ۱۳۹۵) |
| خردادِ ۱۳۴۲              | پانتومیم «فقیر»، زمینه و اجرایش                                | آرش (۶): ۱۱۱–۱۱۴. |
| خردادِ ۱۳۴۲              | درباره‌ی روزنه آبی: نمایشنامه در سه پرده. نوشته‌ی اکبر رادی ۱۳۴۱ | آرش (۶): ۱۱۴–۱۱۷. (چاپ‌های دیگر: نمایش (۲۳۶): ۸۶–۸۷. اردیبهشت ۱۳۹۸. و در کتابِ ارثیه‌ی باشکوه آقای گیل، ۱۳۹۸) |
| ۱۰ دیِ ۱۳۴۲              | تئاتر و صمیمیت . . .                                           | فردوسی (۶۴۹): ۱۱ و ۱۳. (چاپِ دیگر در کتابِ گروه هنر ملی از آغاز تا پایان، ۱۳۹۵) |
| تابستانِ ۱۳۴۳            | نمایش در ژاپن                                                  | مجلّه موسیقی (۸۹ و ۹۰): ۴۵−۷۴. (با کمکِ داریوش آشوری و سهراب سپهری در بخش‌های ترجمه. چاپِ دیگر در کتابِ نمایش در ژاپن، ۱۳۴۳) |
| پاییزِ ۱۳۴۳              | نمایش در ژاپن                                                  | مجلّه موسیقی (۹۲ و ۹۳): ۴۷−۷۹. (با ترجمه‌ای از داریوش آشوری. چاپِ دیگر در کتابِ نمایش در ژاپن، ۱۳۴۳) |
| آذرِ ۱۳۴۳                | نمایش در ژاپن                                                  | مجلّه موسیقی (۹۴): ۳۵−۷۰. (چاپِ دیگر در کتابِ نمایش در ژاپن، ۱۳۴۳) |
| زمستانِ ۱۳۴۳             | نمایش در ژاپن                                                  | مجلّه موسیقی (۹۵ و ۹۶): ۷۲−۸۶. (چاپِ دیگر در کتابِ نمایش در ژاپن، ۱۳۴۳) |
| اسفندِ ۱۳۴۳              | ابر زلف و ابر زمانه                                            | انتقاد کتاب (۸): ۳۳–۳۶. (چاپِ دیگر در جلدِ پنجمِ کتابِ دیدگاه‌ها درباره آثار دکتر محمدعلی اسلامی ندوشن، ۱۳۹۴) |
| ۱۳۴۵                    | «از پشت شیشه‌ها»ی غم‌انگیز، نامهٔ بهرام بیضایی به اکبر رادی       | مجلّهٔ فردوسی (چاپ‌های دیگر: شناختنامهٔ اکبر رادی (۱۳۸۳، ص ۳۷۳–۳۷۱) و نمایش (۲۳۴ و ۲۳۵): ۱۰۴. اسفند ۱۳۹۷ و فروردین ۱۳۹۸. و «"از پشت شیشه‌های" غم‌انگیز». گیله‌وا (ضمیمهٔ ۵۷): ۱۷. تیر ۱۳۷۹.)                                               |
| آبان − بهمن ۱۳۴۵        | زمینه‌های سینمای ایران                                          | جهان نو (۶ و ۷): ۸۳−۸۸. (با نامِ مستعارِ «مهرداد رهسپار». چاپِ دیگر: «گذشته فیلمسازی در ایران به روایت بهرام بیضایی». فیلم و سینما (۸ (پیاپی ۳۵)): ۲۵−۲۷. آذر ۱۳۷۵.)                                                                  |
| آبانِ ۱۳۴۵               | ترس و نکبت رایش سوم                                            | بررسی کتاب (۸): ۲۵. |
| مردادِ ۱۳۴۶              | بازیابی یک تعزیه                                               | بررسی کتاب (۱۰): ۲۳–۲۸. |
| اسفندِ ۱۳۴۷              | مجلس شهادت حمزه                                                | بررسی کتاب (۳): ۳۴–۴۳. |
|                         | سینما و بیماران روانی                                          | کتاب هفته. |
| ۱۵ شهریورِ ۱۳۴۹          | نمایش بی‌بارقه‌ی عشق                                             | آیندگان. |
| ۱۳۴۹                    | در جستجوی قربانی [معرفی نمایشنامه کلفت‌ها]                      | آیندگان (۸۲۴). |
| ۱۳۴۹                    | فاجعه مسلم [درباره تعزیه]                                      | آیندگان (۸۲۶). |
| ۱۳۴۹                    | این تئاتر متزلزل ما                                            | کیهان (۸۲۲۰). |
| ۱۳۴۹                    | مقدمه‌ای بر نمایش شرق و غرب                                     | جشن هنر (۵): ۲–۵. (نوشتهٔ ۱۳۴۷. چاپ‌های دیگر: «مقدمه‌ای بر نمایش شرقی». ارک (۲): ۲۰–۴۵. ۱۳۶۱. و «مقدمه‌ای بر نمایش شرقی». دفترهای تآتر (۹): ۳–۲۱. پاییز ۱۳۸۸.)                                                                         |
| ۱۳۵۰                    | «رگبار» ساخته شد!!                                             | در دفترچهٔ رگبار در معرّفیِ فیلمِ رگبار. چاپ‌های دیگر: «رگبار ساخته شد». ستاره سینما (۱ دورهٔ جدید). و در کتابِ مجموعهٔ مقالات در نقد و معرفی آثار بهرام بیضایی (۱۳۷۱) و «رگبار ساخته شد!!». گزارش فیلم (۷۵): ۲۲. نوروز ۱۳۷۵.)             |
| ۱۳۵۱                    | من قصه‌هایم را خواب می‌بینم [معرفی فیلم سفر]                     | کیهان (۸۸۰۲). |
| دیِ ۱۳۵۱                 | مدخلی بر یک قیاس                                               | ویژه سینما و تآتر (۲ و ۳): ۲۷۵–۲۹۹. (چاپ‌های دیگر: «پنج «نو»ی باستان؛ از نمایش ژاپن». کتاب صبح (۹): ۸۳−۱۱۵. آذر و دی ۱۳۶۹. و «نوی «بنکی روی پل» و تعزیه‌ی «مجلس فتاح شاه»: سنجش دو نمایشنامه». دفترهای تآتر (۷): ۳–۲۸. زمستان ۱۳۸۶.) |
| ۱۳۵۷                    | در موقعیت تئاتر و سینما                                        | سخنرانی شبِ سوّمِ شب‌های شعرِ گوته (۱۳۵۶) – چاپِ ۱۳۵۷ در کتابِ ده شب (چاپ‌های دیگر: ۱۳۹۲ در کتابِ بازخوانی ده شب و ۱۳۹۶ در کتابِ شب‌های نویسندگان و شاعران ایران: انستیتو گوته – تهران ۲۷–۱۸ مهر ۱۳۵۶ و نمایش (۲۳۸): ۹۷–۹۹. ۱۳۹۸.)            |
| ۱۹ خردادِ ۱۳۵۸           | تئاتر حرفه‌ای تنها راه دستیابی به «تئاتر ملی»                   | آیندگان (۳۳۷۰): ۶. (چاپِ دیگر: دفترهای تآتر (۱۷): ۲۰۷−۲۱۶. ۱۴۰۱.) |
| مهرِ ۱۳۶۳                | درباره‌ی «عباس هندو»                                            | چراغ (۵): ۴۴–۷۶. (چاپِ دیگر: دفترهای تآتر (۵): ۷–۴۶. ۱۳۸۴.) |
| مهرِ ۱۳۶۳                | پایان کار «سربداران»                                           | چراغ (۵): ۱۳۷–۱۵۸. (با نامِ مستعارِ «اعظم علیان») |
| ۱۳۶۷                    | بهرام بیضایی: باید فیلم را دوباره ببینم                        | فیلم (۶۲): ۱۲۰. |
| بهمن و اسفندِ ۱۳۶۹       | پنج «نو»ی باستان؛ از نمایش ژاپن                                | کتاب صبح (۱۰): ۸۵−۱۲۷. |
| خردادِ ۱۳۷۲              | دو یادداشت از بهرام بیضایی                                     | فیلم (۱۴۲): ۹۸. (نوشتهٔ ۱۶ فروردین و ۹ اردیبهشتِ ۱۳۷۲) |
| پاییزِ ۱۳۷۲              | (رأی‌گیری فیلم‌های پسنده)                                        | سوره سینما (۴): ۸۲ و ۹۵. (چاپِ دیگر: دنیای تصویر (۷۴): ۲۷. ۱۳۷۸.) |
| تابستانِ ۱۳۷۵            | پس از صد سال                                                   | ایران‌نامه (۳ (سال ۱۴)): ۳۶۳–۳۸۲. |
| بهمنِ ۱۳۷۶               | (یادداشتِ تقریظ)                                                | در کتابِ فرهنگ کارگردانهای سینمای ایران (با تصویرِ دستخط) |
| مرداد و شهریورِ ۱۳۷۷     | افسونگان                                                       | بخارا (۱): ۱۸۱−۱۸۵. (نوشتهٔ ۱۳۷۶. «افسونگران» نیز ضبط شده که غلطِ چاپی است.) |
| شهریورِ ۱۳۷۷             | (دربارهٔ طرّاحی صحنه)                                            | چاپِ دیگرِ بخشی در کتابِ طراحی فیلم (۱۳۷۹) |
| خردادِ ۱۳۷۸              | دربارهٔ نامهٔ رییس بزرگ ژیل ژاکوب                                | فیلم ویدئو (۳۸): ۳۶−۳۷. (چاپِ دیگر: ) |
| ۱۳۷۸                    | بهرام بیضائی: من وابسته به زبان و فرهنگ ایران هستم             | سینما (۳۷۴). |
| ۱۳۷۸                    | نگاه ایرانیان به تصویر و کلمه                                  | هنر هفتم (۱). |
| دیِ ۱۳۷۸                 | کاش یادم نمی‌آوردید                                             | (چاپِ دیگر: نوروزنامه ۱۴۰۰: ۶۲. ۲۵ اسفند ۱۳۹۹.) |
| نوروزِ ۱۳۷۹              | اینجا گفت‌وگو وجود ندارد                                        | هنر هفتم (۲). (با تماشاکنانِ کارنامه‌ی بُندارِ بیدَخش) |
| ۱۳۸۱                    | به انگیزه نمایش نسخه کامل «مسافران» پس از ده سال               | صنعت سینما (۳): ۷۰–۷۲. |
| ۱۳۸۳                    | اگر حرفی مانده باشد!                                           | نوشتهٔ ۱۳۷۹ – چاپ در کتابِ سر زدن به خانه‌ی پدری (۱۳۸۳) |
| ۱۳۸۳                    | سر زدن به خانه‌ی پدری                                           | نوشتهٔ ۱۳۷۹ – چاپ در کتابِ سر زدن به خانه‌ی پدری (۱۳۸۳) و در شمارهٔ ۵۷ مجلّهٔ بخارا (۱۳۸۵) و تک‌شمارهٔ ۲ و ۳ مجلّهٔ کاج (۱۳۹۸) |
| آذر و دیِ ۱۳۸۳           | نظر نویسندگان، شاعران و هنرمندانِ هم‌روزگارش                     | حنان (۱ و ۲): ۱۲. |
| ۱۳۸۴                    | نمایش در ایران باستان                                          | نامهٔ ایران (۱): ۳۰۱–۳۱۰. |
| آذر و دیِ ۱۳۸۵           | اگر در من توانی هست                                            | بخارا (۵۷): ۱۰۹. |
| دی و بهمنِ ۱۳۸۵          | کیست که بگوید کدام روز                                         | نقد نو (۱۶): ۵۴. |
| ۱۳۸۷                    | درباره‌ی آیدینِ آغداشلو و هُنَرِ او                                 | بخارا (۶۷): ۳۲۲–۳۳۱. |
| ۲۶ اسفندِ ۱۳۸۷           | نوروزنامه                                                      | در وبسایتِ ایسنا (چاپ در «بهرام بیضایی و گله از قطع درختان در آستانه بهار». آفتاب یزد (۲۵۹۱): ۱۰. ۲۷ اسفند ۱۳۸۷. تصویرِ دستخط نیز در اینترنت منتشر شد.)                                                                              |
| زمستانِ ۱۳۸۷             | نمایش در هند                                                   | دفترهای تآتر (۸): ۳−۲۴. (نوشتهٔ ۱۳۵۰) |
|                         | سبز، بی‌آلودگی، بی‌شب                                            | |
| ۱۳۸۸                    | به امید باروی                                                  | صنعت سینما (۸۰): ۱۰. (تصویرِ دستخط) |
| پاییزِ ۱۳۸۸              | در ستایش تردید و گُذر از آن                                     | پیمان (۴۹): ۳۰–۳۶. |
| ۱۳۸۹                    | در زادْروزِ آن که دولتَش آباد                                     | بخارا (۷۶): ۲۶۰. (چاپِ دیگر در کتابِ دانشنامه‌ی آثار بهرام بیضایی، ۱۴۰۲) |
| ۱۳۸۹                    | آن مرد                                                         | بخارا (۷۷ و ۷۸): ۷. (تصویرِ دستخط؛ نیز منتشر شده در آلبومِ صدای طهرون قدیمِ مرتضی احمدی، ۱۳۹۸–۱۳۸۹. چاپ در کتابِ دانشنامه‌ی آثار بهرام بیضایی، ۱۴۰۲)                                                                                    |
|                         | (نوشته‌ای به علیرضا داوودنژاد)                                  | دربارهٔ فیلمِ مرهم (جمله‌ای از این در پوسترِ فیلم نیز آمد.) |
| ۵ دیِ ۱۳۹۰               | (با مطلعِ «از شما می‌پرسم»)                                      | شرق (۱۴۲۶): ۱. (با تصویرِ دستخط) |
| ۱۹ دیِ ۱۳۹۰              | برگ سبزی برای درویشی                                           | شرق (۱۴۳۸): ۱ و ۱۵. |
| زمستانِ ۱۳۹۰ و بهارِ ۱۳۹۱ | چنین گفت شهرزاد!                                               | نمایش‌نامه (۴ و ۵): ۳۹–۴۰. (متنِ سخنرانیِ پذیرشِ جایزهٔ بیتا. بیضایی این متن را به مراسمِ انتخابِ آثارِ برترِ ادبیاتِ نمایشیِ ایران در اسفندِ ۱۳۹۰ هم فرستاد، که محمّد رحمانیان به جایش خواند.)                                                 |
| دیِ ۱۳۹۱                 | چگونه ساعتی عزیز شد!                                           | در بروشورِ نمایشگاهِ عکس‌های عزیز ساعتی در نگارخانهٔ آریا، تهران (چاپ‌های دیگر: اعتماد (۲۵۷۶): ۱۲. ۴ دی ۱۳۹۱. و در کتابِ دانشنامه‌ی آثار بهرام بیضایی، ۱۴۰۲)                                                                              |
| ۹ دیِ ۱۳۹۱               | پیام بهرام بیضایی برای همه آنها که یادش بودند                  | بهار (۲۵): ۱۴. |
| ۱۶ دیِ ۱۳۹۲              | (با مطلعِ «واژه‌های چندانی برای سپاسگزاری نیست»)                 | اعتماد (۲۸۶۶): ۱۶. (چاپِ دیگر در جلدِ اوّلِ کتابِ شهروند جهان (۱۳۹۴) به کوششِ محمّد تنگستانی. تصویرِ دستخط نیز در اینترنت منتشر شد.) |
| مهر و آبانِ ۱۳۹۲         | لعبت چشم و لعبت دیده                                           | بخارا (۹۵ و ۹۶): ۴۳–۴۶. |
| اسفندِ ۱۳۹۲              | در خود بودن و یک جا نماندن                                     | شرق (۱۹۷۹): ۱۱. (چاپِ دیگر با عنوانِ «برای محمد رحمانیان» در کتابِ دانشنامه‌ی آثار بهرام بیضایی، ۱۴۰۲. تصویرِ دستخط نیز در اینترنت منتشر شد.)                                                                                           |
| زمستانِ ۱۳۹۲             | روزی که نمایش آمد                                              | آزما (۱۰۰): ۶۴–۶۵. (چاپ‌های دیگر: و «سایه‌بازی نمُرده است!». دفترهای تآتر (۱۵): ۱۴۲–۱۳۳. دی ۱۳۹۷.) |
| ۱۳۹۳                    | برای واروژ کریم مسیحی                                          | (تصویرِ دستخط در اینترنت. چاپ در کتابِ دانشنامه‌ی آثار بهرام بیضایی، ۱۴۰۲) |
| فروردینِ ۱۳۹۴            | (نامه)                                                         | آزما (۱۰۹): ۱۰. |
| ۱۳۹۵                    | (به مناسبتِ انتشارِ ترجمهٔ انگلیسیِ فتحنامه‌ی کلات)                 | نوشته‌ای به منوچهر انور |
| مهرِ ۱۳۹۵                | تبریک متفاوت بیضایی برای تولد شجریان                           | شهروند (۹۵۲): ۱۴. ۳ مهر ۱۳۹۵. (چاپ‌های دیگر با عنوانِ «روز غم» در کتابِ اسطورهٔ موسیقی شرق، ۱۴۰۲ و در کتابِ دانشنامه‌ی آثار بهرام بیضایی، ۱۴۰۲)                                                                                          |
| خردادِ ۱۳۹۶              | اعتراضی نیست؛ خیالتان راحت!                                    | فیلم (۵۲۶): ۳۰–۳۵. (نوشتهٔ اردیبهشتِ ۱۳۹۶؛ چاپ‌های دیگر در کتابِ بهرام بیضایی و وقتی همه خوابیم، ۱۳۹۸ و دانشنامه‌ی آثار بهرام بیضایی، ۱۴۰۲)                                                                                             |
| شهریورِ ۱۳۹۶             | (پیام به آکادمیِ حمید سمندریان)                                 | «بیضایی: سپاسگزارم که مرا تصادفا یاد کردید!». شهروند (۱۲۲۶): ۱۳. ۲۷ شهریور ۱۳۹۶. / «در اهمیتِ بیضایی بودن». شرق (۲۹۶۷): ۱۴. ۲۹ شهریور ۱۳۹۶.                                                                                         |
| دیِ ۱۳۹۷                 | طرب‌نامه [فشرده‌ی متن]                                           | دفترهای تآتر (۱۵): ۲۰۰–۲۰۸. |
| ۵ دیِ ۱۳۹۸               | گفتگوی مادر و دُختر درباره داشاک                                | همشهری (۷۸۴۱): ۱. |
| نوروزِ ۱۳۹۹              | ما پراکنده شدیم                                                | اندیشه پویا (۶۵): ۱۶۷. |
| شهریورِ ۱۳۹۹             | هر کس خودش را می‌نویسد                                          | اندیشه پویا (۶۸): ۱۳۴–۱۳۵. |
| آذرِ ۱۳۹۹                | در جدال با دشنام‌گویان حزبی                                     | اندیشه پویا (۷۰): ۸۴. (چاپِ دیگر: «مسکوب و خوانشِ اساطیر». بخارا (۱۴۱): ۱۳–۱۹. دی ۱۳۹۹.) |
| ۱۰ مهرِ ۱۴۰۱             | (شعر)                                                          | تصویرِ دستخط در وبسایتِ رادیو فردا. با و بی موسیقی اجرا و منتشر هم شده، از جمله در تلویزیونِ ایران اینترنشنال. |
| خردادِ ۱۴۰۲              | برای ایرج افشار                                                | در کتابِ دانشنامه‌ی آثار بهرام بیضایی (۱۴۰۲) |
| خردادِ ۱۴۰۲              | برای ناصر تقوایی                                               | در کتابِ دانشنامه‌ی آثار بهرام بیضایی (۱۴۰۲؛ سالِ ۱۳۹۵ به صدای نویسنده ضبط و منتشر شد.) |
| خردادِ ۱۴۰۲              | برای اصغر فرهادی                                               | در کتابِ دانشنامه‌ی آثار بهرام بیضایی (۱۴۰۲؛ زمستانِ ۱۳۹۵ به صدای نویسنده ضبط و منتشر شد.) |
| ۱۱ تیرِ ۱۴۰۲             | غریبه و مه − ۱۳۵۳                                              | تصویرِ دستخط در وبسایتِ رادیو فردا |
| ۱۱ تیرِ ۱۴۰۲             | چریکه‌ی تارا − ۱۳۵۷                                             | تصویرِ دستخط در وبسایتِ رادیو فردا |
| پاییزِ ۱۴۰۲              | خون گریه کُنم به دردِ ایران!                                     | برگ هنر (۳۹): ۸–۹. |
| ۱ بهمنِ ۱۴۰۲             | فرصت‌های باخته را آوار آیندگان نکنیم                            | دنیای اقتصاد (۵۹۳۰). (پیام به مراسمِ بزرگداشتِ خودش در دهمین دورهٔ انتخابِ آثارِ برترِ ادبیاتِ نمایشیِ ایران، خوانده با صدای محمّد رحمانیان در ۲۹ دیِ ۱۴۰۲ در خانهٔ هنرمندانِ ایران)                                                           |
|                         | (پیامی به یادبودِ فردوس کاویانی)                                | |

### جزوه
- مقدمه بر نمایش شرقی (اندکی از این نقل شده در: نجم، سهیلا (۱۳۹۰). هنر نقالی در ایران. تهران: مؤسسهٔ تألیف، ترجمه و نشر آثار هنری «متن». ص. ۳۷−۳۸. شابک ۹۷۸-۹۶۴-۲۳۲-۰۴۵-۵.)

### برنوشت
- مقدّمه‌ای بر نخستین نمایشِ محسن یلفانی در تلویزیون (دههٔ ۱۳۴۰)
- برنوشتِ حکومت زمان خان به کارگردانیِ رکن‌الدّین خسروی (۱۳۴۷)
- برنوشتِ سُلطان مار (چاپِ دیگر در کتابِ گروه هنر ملی از آغاز تا پایان، ۱۳۹۵)
- برنوشتِ کارنامه‌ی بُندارِ بیدَخش (۱۳۷۶)
- برنوشتِ شب هزارویکُم (۱۳۸۲)
- برنوشتِ مجلس شبیه؛ در ذکر مصایب استاد نوید ماکان و همسرش مهندس رُخشید فرزین (۱۳۸۴)
- برنوشتِ جانا و بَلادور (چاپِ دیگر: «جانا و بلادور [فشرده‌ی متن؛ از برنوشتِ اجرا]». دفترهای تآتر (۱۵): ۱۴۳−۱۴۵. دی ۱۳۹۷.)
- برنوشتِ گزارش ارداویراف (چاپِ دیگر: «بَر اَرداویراف چه گُذَشت؟». شرق (۲۲۱۸): ۱۴. ۲ بهمن ۱۳۹۳.)
- برنوشتِ طرب‌نامه (۱۳۹۵؛ چاپِ دیگر: «یادداشتِ نویسنده و کارگردانِ «طرب‌نامه» [از برنوشتِ اجرا]». دفترهای تآتر (۱۵): ۲۰۹−۲۱۲. دی ۱۳۹۷.)
- برنوشتِ چهارراه (۱۳۹۷؛ چاپ‌های دیگر: «شگفت از سفری که هنوز . .». تجربه (۵۶): ۸۱−۸۲. فروردین ۱۳۹۷. و «یادداشتِ نویسنده و کارگردانِ «چهارراه» [از برنوشتِ اجرا]». دفترهای تآتر (۱۵): ۲۸۴−۲۸۷. دی ۱۳۹۷.)
- برنوشتِ داش آکُل به گُفته‌ی مرجان (۱۴۰۳)

### نامه
اندک شماری از مکاتباتِ خصوصی و اداری و سرگشادهٔ بیضایی منتشر شده یا خبری ازشان هست:
- نامه‌ای به جواد کامیابی، سرویراستارِ انتشاراتِ جوانه (حدودِ سالِ ۱۳۵۰)[۱۷]
- نامه‌ای به مجلّهٔ ستاره سینما (۲۹ اردیبهشتِ ۲۵۳۶ شاهنشاهی. چاپ در ستاره سینما (۱۸۷): ۱۴. ۱۴ خرداد ۲۵۳۶ شاهنشاهی. تاریخ وارد شده در |تاریخ= را بررسی کنید (کمک))
- نامه‌ای به بهمن فرمان‌آرا (درخواستِ کمکِ مالی برای تمام کردنِ فیلمِ چریکه‌ی تارا)
- نامه‌ای (چاپ‌شده با حذفِ چند کلمه) در اعتراض به اوضاعِ سینما (۱۳۵۷؛ روزنامهٔ رستاخیز)
- نامه‌ای (چاپ‌شده با حذفِ چند کلمه) در اعتراض به بی‌اجازه آوردنِ نامش در نامهٔ انجمنِ تهیه‌کنندگان در تأییدِ سرکوب آشوب‌ها
- امید، جمال, ویراستار (۱۳۸۳). تاریخ سینمای ایران: ۱۳۶۹−۱۳۵۸. تهران: انتشارات روزنه. ص. ۱۴۰–۱۴۲. شابک ۹۶۴-۳۳۴-۱۷۴-۷.
- نامه‌ای به عدنان عفراویان (بهارِ ۱۳۷۸)[۱۸]
- ملکوتی، بی‌تا, ویراستار (۱۳۸۴). «نامهٔ آقای بیضائی به مسؤول سینمایی وقت (۱۵ اسفندِ ۱۳۶۴)». اسطورهٔ مهر: زندگی و سینمای سوسن تسلیمی. تهران: نشر ثالث. ص. ۲۳۶−۲۳۸. شابک ۹۶۴-۳۸۰-۰۸۰-۶.
- نامه‌ای به یدالله صمدی دربارهٔ پرونده‌ی قدیمی پیرآباد (حدودِ ۱۳۶۴)
- نامه‌ای به مجلّهٔ سروش و اطّلاعات هفتگی و روزنامهٔ کیهان، با رونوشت فرستاده به مطبوعاتِ دیگری (۱۲ تیرِ ۱۳۷۰). نیمی از این نامه در شمارهٔ ۱۱۰ مجلّهٔ فیلم (شهریورِ ۱۳۷۰) با عنوانِ «سینما بود که عدنان را بینا کرد» منتشر شد و نسخهٔ کامل‌تری با عنوانِ «اگر عدنان «باشو» نمی‌شد . . .» در شمارهٔ ۱۶ مجلّهٔ گزارش فیلم (۱۳۷۰) و نسخه‌ای با عنوانِ «من می‌دانم عدنان چه رنجی می‌بَرَد!» در شمارهٔ ۴۲ مجلّهٔ دنیای سخن (تیرِ ۱۳۷۰). کامل‌تر از همه: «من می‌دانم عدنان چه رنجی می‌بَرَد». آرش (۱۲): ۸–۱۱ و ۱۹. دی ۱۳۷۰.
- «اداره کل امور سینمائی وزارت فرهنگ و ارشاد اسلامی، امور نظارت و ارزشیابی، شورای صدور پروانه‌ی نمایش فیلم». افسانه (۴): ۱۲۶–۱۲۸. پاییز ۱۳۷۱. (نامهٔ سرگشاده، بی عنوان، به مسئولان سینمایی، ۱۳۷۱/۸/۱۵. چاپِ دیگر در نشریهٔ هدف، ۱۳۷۱)
- «جناب آقای محسن قریب − تهیه‌کننده‌ی محترم فیلم «کیش»». ایران جوان (۹۳): ۱۰. ۶ خرداد ۱۳۷۸. و «جناب آقای محسن قریب − تهیه‌کننده محترم فیلم «کیش»». ایران جوان (۹۳): ۱۰. ۶ خرداد ۱۳۷۸. (با تصویرِ دستخط؛ چاپ‌های دیگر: «نامه‌های بهرام بیضایی به محسن قریب». فیلم ویدئو (۳۸): ۳۳−۳۴. خرداد ۱۳۷۸. و «بخشی از نامه بهرام بیضائی خطاب به محسن قریب». سینما (۳۷۳). ۱۳۷۸. و «نامه اعتراضی بهرام بیضایی به تهیه‌کننده فیلم "کیش"». سینمای آزاد (۱۶): ۵. خرداد و تیر ۱۳۷۸.)
- نامه‌ای به محمّد بهرامی (تصویرِ دستخط)
- نامه‌ای به خانهٔ تئاترِ ایران[۱۹]
- نامه‌ای به فرشید قلی‌پور (تصویرِ دستخط در «بهرام‌نامه یا نامه‌ای به هیچ کس» در شمارهٔ ۷۷۹ مجلّهٔ چلچراغ؛ متن نیز منتشر شده در «بهرام بیضایی در سالروز تولدش به «هنر و تجربه» می‌آید». همدلی (۱۳۲۴): ۸. ۱۳۹۸.)
- نامه‌ای دربارهٔ نامش در نمایشِ پرده‌خانه (آبانِ ۱۴۰۱)[۲۰]

### یاد و یادبود
- «با یاد مهدی اخوانِ ثالث» در کتابِ باغ بی‌برگی: یادنامهٔ مهدی اخوان ثالث (م. امید) (۱۳۷۰؛ چاپِ دیگر: «تجربهٔ مرگ» در کتابِ ناگه غروب کدامین ستاره: یادنامهٔ مهدی اخوان ثالث (م. امید)، ۱۳۷۰)
- «بانوی گرامی شهلا لاهیجی (خسروپور)». گردون (۴۱): ۳۳. مرداد ۱۳۷۳. (با مژده شمسایی)
- «این معلم بی استاد». فیلم (۱۹۷): ۳۵–۳۴. دی ۱۳۷۵. (چاپِ دیگر: «علی حاتمی». سینما تئاتر (۳۰): ۱۴. مرداد ۱۳۷۷.)
- ایران. ۶ مرداد ۱۳۷۹. پارامتر |عنوان= یا |title= ناموجود یا خالی (کمک)
- «به احترام هوشنگ گلشیری». کارنامه (۱۳): ۳۸. مهر ۱۳۷۹. (چاپِ دیگر در کتابِ دانشنامه‌ی آثار بهرام بیضایی، ۱۴۰۲)
- «کرنشی سه‌گانه به بامداد». کارنامه (۱۳): ۳۸. مهر ۱۳۷۹. (چاپ‌های دیگر در کتاب‌های بامداد همیشه: یادنامه‌ی احمد شاملو، ۱۳۸۱ و دانشنامه‌ی آثار بهرام بیضایی، ۱۴۰۲)
- «بانی سینمایی که ما امروز وارثش هستیم»، در کتابِ خاطرات من از امروز تا همین پنجاه سال پیش (۱۳۸۴؛ چاپِ دیگر در دانشنامه‌ی آثار بهرام بیضایی، ۱۴۰۲)
- «از نگفتنْ گفتن» (در کتابِ سر زدن به خانه‌ی پدری، ۱۳۸۳ و تک‌شمارهٔ ۲ و ۳ مجلّهٔ کاج، ۱۳۹۸)
- «برق اشک». فیلم (۳۵۶): ۶۴–۶۵. دی ۱۳۸۵. (بخشی از این متن را محمّد سریر در مراسمِ تشییعِ جنازهٔ بابک بیات خواند.[۲۱] چاپِ دیگر در کتابِ دانشنامه‌ی آثار بهرام بیضایی، ۱۴۰۲)
- «این از روزگار است». اعتماد (۱۵۷۶): ۱. ۱۳۸۶. (تصویرِ دستخط در «یادداشتِ بهرام بیضایی در سوگِ اکبر رادی». سیمیا (۲): ۱۳–۱۲. زمستان ۱۳۸۶.. چاپِ دیگر در کتابِ دانشنامه‌ی آثار بهرام بیضایی، ۱۴۰۲)
- «لحنِ سی‌ویکُم: پرویز مشکاتیان را یاد!». بخارا (۷۵): ۹. فروردین−تیر ۱۳۸۹. تاریخ وارد شده در |تاریخ= را بررسی کنید (کمک) (چاپِ دیگر در کتابِ دانشنامه‌ی آثار بهرام بیضایی، ۱۴۰۲)
- نوشته‌ای با مطلعِ «روز مرگش پرسید مادرم» (تصویرِ دستخط. چاپ در کتابِ دانشنامه‌ی آثار بهرام بیضایی، ۱۴۰۲)
- «یادمانِ سمندریان» (۱۳۹۱؛ تصویرِ دستخط. چاپ در کتابِ دانشنامه‌ی آثار بهرام بیضایی، ۱۴۰۲)
- قصیده‌ای در سوگِ سیمین بهبهانی با مطلعِ «ز گهواره تا گور زور است و زور» (۱۳۹۳؛ چاپ در کتابِ دانشنامه‌ی آثار بهرام بیضایی، ۱۴۰۲)
- «زاون/۱» (۱۳۹۳؛ تصویرِ دستخط در اینترنت. چاپ در کتابِ دانشنامه‌ی آثار بهرام بیضایی، ۱۴۰۲)
- «زاون/۲» (۱۳۹۴؛ تصویرِ دستخط در اینترنت. چاپ در کتابِ دانشنامه‌ی آثار بهرام بیضایی، ۱۴۰۲)
- «روشنفکر تمام‌وقت». اندیشه پویا (۳۳): ۱۱۴–۱۱۵. اسفند ۱۳۹۴. (چاپِ دیگر در کتابِ دانشنامه‌ی آثار بهرام بیضایی، ۱۴۰۲)
- «دریغ آن گنج دانش». اعتماد (۴۰۰۴): ۸. ۲۷ دی ۱۳۹۶. (چاپ‌های دیگر: نمایش (۲۲۰): ۱۳. دی ۱۳۹۶. و در کتابِ دانشنامه‌ی آثار بهرام بیضایی، ۱۴۰۲)
- پیامِ تسلیتِ مرگِ نصرت کریمی (منتشرنشده)
- «مرگ یک استاد». فیلم (۵۷۰): ۲۶–۲۷. اردیبهشت ۱۳۹۹.
- در مرگِ بهمن مفید (منتشرشده در وبسایتِ بی‌بی‌سی فارسی، ۲۸ مردادِ ۱۳۹۹. نیز: «تجلیل بهرام بیضایی از هنر بهمن مفید». دنیای اقتصاد (۴۹۶۶). ۱ شهریور ۱۳۹۹. و در کتابِ دانشنامه‌ی آثار بهرام بیضایی، ۱۴۰۲)
- «...». بخارا (۱۴۱): ۲۰. دی ۱۳۹۹. (چاپ‌های دیگر: با عنوانِ «از وی به جا ماند گنجینه‌یی» در کتابِ اسطورهٔ موسیقی شرق، ۱۴۰۲. و در کتابِ دانشنامه‌ی آثار بهرام بیضایی، ۱۴۰۲)

### پروانه
- متنِ واگذاریِ حقِّ نمایشِ نمایشنامهٔ پهلوان اکبر می‌میرد به عبّاس جوانمرد (۱۳۴۲؛ تصویرِ دستخط در کتابِ گروه هنر ملی از آغاز تا پایان، ۱۳۹۵)
- پروانهٔ نمایشِ نمایشنامهٔ پهلوان اکبر می‌میرد به ولی‌الله شیراندامی (دستخط در مجموعهٔ خصوصیِ ولی‌الله شیراندامی)
- پروانهٔ نمایشِ نمایشنامهٔ گمشدگان به یک گروهِ آبادانی (دههٔ ۱۳۵۰)
- «متن واگذاری فیلمنامهٔ «شب سمور»» (۲۷ فروردینِ ۱۳۶۰؛ انتشار در کتابِ شناختنامه مسعود کیمیائی. ج. ۲. تهران: انتشارات مروارید. ۱۳۸۹. ص. ۱۴۱۱.)
- رضایتنامهٔ اجرای یکی از نمایشنامه‌ها در جشنوارهٔ تئاترِ فجر به تقی همّتی‌نیا (دستخط)
- پروانهٔ نمایشنامه‌خوانیِ گمشدگان به نفعِ سیل‌زدگانِ معمولان (۱۳۹۸؛ تصویرِ دستخط بر پوسترهای رپرتوارِ گروهِ تئاترِ گیتی، تابستانِ ۱۳۹۸)
- پروانهٔ نمایشِ پرده‌خانه به گلاب آدینه (دیِ ۱۴۰۰)

### گزیده و برگرفته و نقل‌شده
شبی از خواب دیشبش می‌گفت. هر دو، هر از گاه، خواب سقوط می‌دیدیم، مضمون خواب‌ها را رد و بدل می‌کردیم. ایستاده بر لبهٔ سست و ژندهٔ زندگی، توشهٔ دیگری نداشتیم. یک ساختمان بلند را خواب دیده بود، با حیاط سیمانی خشک. گروهی بچّه دور گودالی مستطیل بازی می‌کردند، هیچ نرده‌ای، حصاری، حفاظِ گودال نبود. بهرام تعجّب می‌کرد، نگران بچّه‌ها بود؛ چرا درست همانجا، در مرز سقوط؟ کاری از دستش برنمی‌آمد. تا کودکی افتاد، رفت به اعماق. . . .— غزاله علیزاده، تیرِ ۱۳۶۸
در دورانِ زندگیِ بیضایی، با یا بی آگاهیِ خودش، پاره‌هایی از گفته‌ها و نوشته‌هایش را دیگرانی برگرفته و منتشر کرده‌اند. از این جمله است سفینهٔ دیوانِ دیالوگ (۱۴۰۰)، که گزیدهٔ فرشید قلی‌پور است از نوشته‌های بیضایی، و فصلِ «زندگی‌نامه» از کتابِ غریبه‌ی بزرگ (۱۳۸۳)، که بازنوشتهٔ محمّد عبدی از حسبِ حالِ بیضایی است، و سخنِ بیضایی در پذیرشِ جایزهٔ ویژهٔ جشنِ دنیای تصویر به سالِ ۱۳۸۶، که در صفحهٔ ۸۹ شمارهٔ ۱۷۴ مجلّهٔ دنیای تصویر آمده است، و سخنانِ کوتاهش در شبِ منتقدان در ۳۰ فروردینِ ۱۳۷۲، که در صفحهٔ ۷ و ۱۳ شمارهٔ ۱۴۱ مجلّهٔ فیلم آمده، و گفتهٔ مختصری که در صفحهٔ ۴۰ شمارهٔ ۷۵ مجلّهٔ گزارش فیلم (۱۳۷۵) نقل شده و پاسخش به پرسشی از کامیار عابدی در دو رساله دربارهٔ سهراب سپهری (۱۳۸۷) و چیزهایی از گفته‌هایش در ۳۰ آبانِ ۱۳۸۸ که در مقالهٔ «روزگار دوزخی درام امروز» (۱۳۹۹) سیّد حسن رسولی آمده است. در کتابِ دانشنامه‌ی آثار بهرام بیضایی (۱۴۰۲) نیز پاره‌هایی از نوشته‌هایی از بیضایی نقل شده بی آن که این پاره‌ها مشخّص شود؛ یعنی، در عمل، دزدیِ ادبیِ ناخواسته.

### نوشته‌های گروهی
در بعضی نوشته‌های گروهی نیز امضای بیضایی آمده است، گاهی بی اطّلاعِ خودش. وی در این موارد اغلب نامهٔ اعتراض نوشته است تا روشن شود که بر چه چیز صحّه نهاده و بر چه نه. (بسیاری از این نوشته‌ها بارها در منابعِ گوناگون − مانندِ کانون نویسندگان ایران به روایت اسناد ساواک (۱۳۸۲) و نمایندگانِ امر، نمایندگانِ کلام (۱۴۰۰) − منتشر شده است.)

#### اعلامیه‌ها و نامه‌های کانونِ نویسندگانِ ایران
- «دربارهٔ یک ضرورت» (چاپِ دیگر در یادنامه‌ی محمد مختاری و محمدجعفر پوینده، ۱۳۷۸)
- «اعلامیه نویسندگان ایران» (برای آزادیِ فریدون تنکابنی، ۲۸ اردیبهشتِ ۱۳۴۸)
- «اعلامیه نویسندگان ایران» (برای آزادیِ فریدون تنکابنی و منوچهر هزارخانی و به‌آذین)
- اعلامیهٔ معروف به «نامهٔ ۴۰نفره» (بهارِ ۱۳۵۶)[۲۳]
- «نامهٔ سرگشاده» (۲۳ تیرِ ۱۳۵۶)
- «دومین نامهٔ سرگشاده کانون نویسندگان ایران» (۲۸ تیرِ ۱۳۵۶؛ نیز چاپِ پاره‌ای از متن در بروشورِ «کانون نویسندگان ایران چه میگوید و چه میخواهد». چاپِ دیگرِ نامه و بروشور در کتابِ کانون نویسندگان ایران به روایت اسناد ساواک، ۱۳۸۲ و منابعِ دیگری)
- نامه‌ای به جمشید آموزگار (۱۵ دیِ ۱۳۵۶؛ چاپ در اصلاح یا انقلابِ محمّدحسین خسروپناه)
- نامه‌ای به جمشید آموزگار (۱۷ دیِ ۱۳۵۶؛ چاپ در جلدِ دوّمِ بخشی از تاریخ جنبش روشنفکری ایران، ۱۳۸۱)

و پس از کناره‌گیری از کانون در ۱۳۵۷:
- نامهٔ اعتراض به حبسِ علی‌اکبر سعیدی سیرجانی
- ««متن ۱۳۴» نویسنده» (۱۳۷۳؛ از جمله نشرها یکی در شمارهٔ ۱۳ مجلّهٔ تکاپو و یکی در شمارهٔ ۱۱ مجلّهٔ افسانه)
- بیانیهٔ ۹ مردادِ ۱۳۹۸ در اعتراض به حکمِ زندانِ رضا خندان مهابادی و بکتاش آبتین و کیوان باژن[۲۴]

#### دیگر
- اساسنامهٔ تئاترِ کسری، با داوود رشیدی و پرویز صیّاد[۲۵]
- «بیانیهٔ دربارهٔ کنگرهٔ نویسندگان» (نوشتهٔ داریوش آشوری، با اصلاحات و مصوّبِ نُه نویسنده به تاریخِ ۱ اسفندِ ۱۳۴۶. یکی از نُه نسخهٔ این سند از آنِ بیضایی بوده (و او از مهرداد صمدی و منصور اوجی (به واسطهٔ اسماعیل نوری علا)[۲۶] و بهرام اردبیلی امضای تأیید گرفته)، و امضای بیضایی، مانند نُه تنِ دیگر، بر هر نُه نسخه بوده است؛ و اصلِ این‌ها نزد محمّدعلی سپانلو بوده است.[۲۷] تصویرِ دستخط در بولتنِ کانونِ نویسندگانِ ایران. تصویرِ یکی از نسخه‌ها در کتابِ کانون نویسندگان ایران به روایت اسناد ساواک، ۱۳۸۲. تصویرِ امضاهای هر نُه نسخه در شمارهٔ ۵۰ کتاب هفته خبر، ۱۳۹۳.)
- «متن استعفانامه هنرمندان از سندیکای هنرمندان فیلم ایرانی». اطلاعات (۱۴۱۴۶): ۷. ۱۸ تیر ۱۳۵۲ – به واسطهٔ ویکی‌انبار. (تصویرِ دستخطِّ «فهرست اسامی و مشخصات کامل داوطلبان تشکیل شرکت تعاونی کانون سینماگران پیشرو» در شمارهٔ ۲۱ آبانِ ۱۳۹۹ روزنامهٔ همشهری)
- نامه‌ای دسته‌جمعی با بعضِ اهلِ نمایش برای آزادیِ غلامحسین ساعدی و سعید سلطان‌پور
- «اعتراض نویسندگان، شاعران و هنرمندان به بازداشت دو هنرمند». کیهان (۱۰۶۷۲): ۴. ۱۲ فروردین ۱۳۵۸.
- «نامه‌ی سرگشاده‌ی سینماگران ایران به ملت و دولت» (۱۳۶۰؛ چاپِ دیگر در کتابِ سینما و من: چگونه به سینما راه یافتم . . . مهدی فخیم‌زاده)
- بیانیهٔ چهل‌وپنج سینماگر در حمایت از سینمای مستقل (۱۳۸۸)[۲۸]
- نامه برای آزادیِ جعفر پناهی و محمّد نوری‌زاد (۱۳۸۹)
- نامهٔ اعتراضِ اهلِ فرهنگ به جدا انگاشتنِ فارسی از دری در بی‌بی‌سی[۲۹]
- بیانیهٔ ده‌مادّه‌ایِ دویست سینماگرِ ایرانی (۱۳۹۸)
- بیانیه برای آزادیِ محمّد رسول‌اف و مصطفی آل احمد (تیرِ ۱۴۰۱)
- نامه به سینماگرانِ دنیا دربارهٔ اعتراضات پس از کشته شدنِ مهسا امینی (مهرِ ۱۴۰۱)
- بیانیه برای آزادیِ دانشجویانِ زندانی (۷ آبانِ ۱۴۰۱)[۳۰]
- «نامه‌ی جمعی اهل فرهنگ و هنر ایران برای دادخواهی قتل داریوش مهرجویی و وحیده محمدی‌فر» (اسفندِ ۱۴۰۲)

و چند آگهیِ تسلیت:
- در مرگِ غلامحسین ساعدی در روزنامهٔ کیهانِ ۵ آذرِ ۱۳۶۴ (چاپ‌های دیگر در نقد آثار غلامحسین ساعدی از نگاه نویسندگان و گوهر مراد و مرگ خودخواسته)
- آگهیِ تسلیتِ مرگِ جعفر محدّث (روزنامهٔ اطّلاعاتِ ۲۵ آذرِ ۱۳۶۶، ص. ۱۵.)
- «اعلانهای تسلیت در سوگ دکتر مهرداد بهار». کِلک (۵۴): ۳۳۱–۳۳۳. ۱۳۷۳.
- «نفرین به سفر که هر چه کرد او کرد». جامعه. ۱۴ تیر ۱۳۷۷. (چاپِ دیگر در کتابِ یادنامهٔ سهراب شهید ثالث، ۱۳۷۸)
- «اعلان تسلیت». بخارا (۵۵): ۴۸۹–۴۹۱. مهر و آبان ۱۳۸۵.
- «شما تنها نیستید» در مرگِ عبّاس کیارستمی
- آگهیِ تسلیتِ مرگِ نوهٔ خسرو سینایی
- بیانیهٔ تسلیتِ مرگِ شهلا لاهیجی (دیِ ۱۴۰۲)[۳۱]
- نامهٔ حمایت از فرزندانِ داریوش مهرجویی در مخالفت با اعدامِ قاتلش (خردادِ ۱۴۰۴)[۳۲]

## گفتگوها

### مطبوعاتی
بیضایی بیشترِ اوقات نوشتهٔ گفتگوهایش را پیش از چاپ ویرایش کرده یا از اوّل پرسش‌ها را به صورتِ کتبی پاسخ گفته است − تقریباً همیشه به فارسی. بعضی از این گفتگوها به زبانِ دیگر نیز ترجمه و منتشر شده است؛ و چند تایی فقط به ترجمه.
| تاریخِ گفتگو                     | عنوان / موضوع                                                                                               | تاریخِ انتشار               | طرفِ گفتگو                                                                | توضیحات |
| ------------------------------- | --- | -------------------------- | ------------------------------------------------------------------------ | --- |
| اردیبهشتِ ۱۳۴۳                   | گفتگوی بهرام بیضائی و داود رشیدی درباره‌ی تئاتر ایران                                                        | آبانِ ۱۳۴۳                  | داوود رشیدی                                                              | جُنگ (۲): ۳۳−۴۹. |
|                                 | ۳ ساعت صحبت با نصرت پرتوی − بهرام بیضائی و عباس جوانمرد                                                     | ۵ خردادِ ۱۳۴۵               |                                                                          | روشنفکر (۶۵۸): ۱۱−۱۰ و ۴۷ و ۵۱. (چاپِ دیگر در کتابِ گروه هنر ملی از آغاز تا پایان، ۱۳۹۵) |
| ۱۳۴۶                            | چند پرسش از بهرام بیضایی درباره‌ی میراث و ضیافت                                                              | ۲۳ آذرِ ۱۳۴۶                |                                                                          | کیهان (۷۳۱۴): ۱۳. (چاپِ دیگر در کتابِ گروه هنر ملی از آغاز تا پایان، ۱۳۹۵) |
| ۱۳۴۶                            | «میزگرد تئاتر»؟                                                                                             | ۱۳۴۶                       | سعید سلطان‌پور، آربی اوانسیان، سیروس طاهباز، محمود دولت‌آبادی، ملیکیان     | کتاب جگن (۵): ۹۱–۷۰. (چاپ‌های دیگر: «میزگرد تئاتر: درباره‌ی «میراث» و «ضیافت»». سیمیا (۲): ۱۸۷–۱۶۵. زمستان ۱۳۸۶. و در کتابِ گروه هنر ملی از آغاز تا پایان، ۱۳۹۵) |
|                                 | قصه یک تخیل در سال یأس از قرن یائسه                                                                         | ۲۴ شهریورِ ۱۳۴۸             | صادق هاتفی                                                               | فردوسی (۹۲۸): ۱۹−۲۰. (چاپِ دیگر در کتابِ گروه هنر ملی از آغاز تا پایان، ۱۳۹۵) |
| ۱۳۴۸                            | . . . و همیشه در پی صحنه‌ی گرد: گفت‌وگویی با بهرام بیضایی به مناسبت اجرای سلطان مار در تئاتر بیست‌وپنج شهریور  | ۲۵ شهریورِ ۱۳۴۸             | پرویز ممنون                                                              | آیندگان (۵۳۲): ۶ و ۹. (چاپِ دیگر در کتابِ گروه هنر ملی از آغاز تا پایان، ۱۳۹۵) |
| ۱۳۴۸                            | حرف‌هایی با بهرام بیضایی درباره‌ی سلطان مار                                                                   | ۲۶ شهریورِ ۱۳۴۸             |                                                                          | فیلم و هنر (۲۶ (پیاپی ۲۵۴)): ۳۵ و ۴۱–۴۰. (چاپِ دیگر در کتابِ گروه هنر ملی از آغاز تا پایان، ۱۳۹۵) |
| ۱۳۴۸                            | گفت‌وشنودی با بهرام بیضایی و بحثی پیرامون سلطان مار و نمایش‌های بومی ایران                                    | ۸ مهرِ ۱۳۴۸                 | بیژن مهاجر                                                               | امید ایران (۷۸۷): ۱۲–۱۳. (چاپِ دیگر در کتابِ گروه هنر ملی از آغاز تا پایان، ۱۳۹۵) |
|                                 | گفتگویی کوتاه با: بهرام بیضائی دربارهٔ رگبار                                                                 | ۱۳۵۱                       | ف. م. م.                                                                 | نخستین جشنواره جهانی فیلم تهران (۸). |
|                                 | حرف‌های سازندگان دو فیلم ایرانی شرکت‌کننده در نخستین جشنواره‌ی جهانی فیلم تهران – آربی اوانسیان و بهرام بیضایی | اردیبهشتِ ۱۳۵۱              |                                                                          | نشریه‌ی روزانه‌ی نخستین جشنواره‌ی جهانی فیلم تهران. |
|                                 | رگبار: فیلمی که ششماه خاک می‌خورد!                                                                           | ۳۰ اردیبهشتِ ۱۳۵۱           | پرویز فنّی‌زاده، پروانه معصومی                                             | زن روز (۳۷۱): ۲۰−۲۱ و ۱۱۰ و ۱۱۴−۱۱۵. |
|                                 | درخشش فوق‌العاده یک فیلم، یک کارگردان                                                                        | ۱ خردادِ ۱۳۵۱               | علیرضا نوری‌زاده                                                          | فردوسی (۱۰۶۴): ۶ و ۴۲. |
|                                 | ما نمی‌خواستیم فیلم روشنفکرانه عرضه کنیم                                                                     | خردادِ ۱۳۵۱                 | علیرضا نوری‌زاده                                                          | فردوسی (۱۰۶۵): ۱۷ و ۲۶. |
|                                 | تجربه‌های من در تئاتر و سینما                                                                                | خردادِ ۱۳۵۱                 | کاوه رستگار                                                              | رودکی (۸): ۱۰−۱۲. (چاپ‌های دیگر: فیلم و سینما (۱۲). ۱۳۷۶. و «نشانه‌های رگبار از زبان بیضایی». گزارش فیلم (۱۲۵): ۶۵–۶۶. اردیبهشت ۱۳۷۸. و «وقتی از تئاتر حرف می‌زنیم . . .: تکه‌هایی از سه گفت‌وگو با بهرام بیضایی». سیمیا (۲): ۴۱–۳۰. زمستان ۱۳۸۶. و کتابِ گروه هنر ملی از آغاز تا پایان، ۱۳۹۵ و «جنگ من جنگ برای حداقل‌هاست». اندیشه پویا (۸۰): ۷۵. تیر و مرداد ۱۴۰۱.) |
|                                 | تجربه‌های من در تئاتر و سینما ۲                                                                              | تیرِ ۱۳۵۱                   | کاوه رستگار                                                              | رودکی (۹): ۲۰−۲۲. (چاپ‌های دیگر: فیلم و سینما (۱۲). ۱۳۷۶. و «نشانه‌های رگبار از زبان بیضایی». گزارش فیلم (۱۲۵): ۶۵–۶۶. اردیبهشت ۱۳۷۸. و «وقتی از تئاتر حرف می‌زنیم . . .: تکه‌هایی از سه گفت‌وگو با بهرام بیضایی». سیمیا (۲): ۴۱–۳۰. زمستان ۱۳۸۶. و کتابِ گروه هنر ملی از آغاز تا پایان، ۱۳۹۵)                                                                        |
|                                 | غریبه و مه: ابهامی در جوهر                                                                                  |                            |                                                                          | بولتن شمارهٔ ۲ سینمای آزاد |
|                                 | سیری پرجذبه در دنیای جادوئی یک فیلمساز . . .                                                                | ۲۴ مهر ۲۵۳۵ شاهنشاهی       | علیرضا وزل                                                               | ستاره سینما (۱۵۷): ۴−۵ و ۳۷. |
|                                 | توقف در سینمای ناب . .                                                                                      | ۲۵۳۵ شاهنشاهی              | علیرضا وزل                                                               | ستاره سینما (۱۵۸): ۸–۹ و ۴۰. |
|                                 | بیضائی: جنجال یک اجرا . . .                                                                                 | ۳ اردیبهشتِ ۲۵۳۶ شاهنشاهی   |                                                                          | ستاره سینما (۱۸۱): ۱۱. |
|                                 | بهرام بیضائی: صحنه‌هائی هست که با قلب میسازید نه عقل . . .                                                   | شهریور و مهرِ ۲۵۳۶ شاهنشاهی | هژیر داریوش                                                              | سینما ۶ (۳۱): ۲۰–۲۷.(چاپ‌های دیگر: «متشکرم، دیگر طاقت فیلمسازی ندارم». ستاره سینما (۲۱۱). ۵ آذر ۱۳۵۶. و «وقتی از تئاتر حرف می‌زنیم . . .: تکه‌هایی از سه گفت‌وگو با بهرام بیضایی». سیمیا (۲): ۴۱–۳۰. زمستان ۱۳۸۶.) |
| ۱ آذرِ ۱۳۵۶                      | نکته‌هائی از گفتگوی جمعی با: بهرام بیضائی                                                                    | دی و بهمنِ ۲۵۳۶ شاهنشاهی    | ؟                                                                        | سینما ۶ (۳۳): ۹۶. |
| ۱۳۵۶                            | |                            | احمد کامیابی مسک                                                         | منتشرشده به‌طورِ محدود در پایان‌نامه‌های دانشکدهٔ هنرهای دراماتیک (احتمالاً در بررسی سه نمایشنامه از بهرام بیضایی (۱۳۵۳) مهرانگیز مدیر تمدّن یا بررسی سه نمایشنامه از بهرام بیضایی (۱۳۵۹) نسرین غزنوی راد یا بررسی جهان‌بینی بیضایی (۱۳۵۹) نسرین نعمت‌اللهی) |
|                                 | | ۲۸ اسفندِ ۲۵۳۶ شاهنشاهی     |                                                                          | آیندگان (۳۰۷۴): ۱۰. |
|                                 | عربده و ادعای مسؤلیت: اینها دکان باز کرده‌اند . . .                                                          | ۳۰ اردیبهشتِ ۲۵۳۷ شاهنشاهی  | احمد نیک آذر، روستا                                                      | رستاخیز جوانان (۱۴۲): ۲۸−۲۹ و ۶۹. (چاپِ دیگرِ پاره‌ای در «وقتی از تئاتر حرف می‌زنیم . . .: تکه‌هایی از سه گفت‌وگو با بهرام بیضایی». سیمیا (۲): ۳۰−۴۱. زمستان ۱۳۸۶.) |
|                                 | تئاتر شهر: ۱۳ میلیون تومان بودجه و دو نمایش در سال                                                          | ۶ خردادِ ۲۵۳۷ شاهنشاهی      | رامبد لطفی                                                               | رستاخیز جوانان (۱۴۳): ۴۲−۴۳ و ۶۸. |
|                                 | ۵۰ میلیون تومان کمک به سینمای خوب جنجال تبلیغاتی                                                            | ۱۳ خردادِ ۲۵۳۷ شاهنشاهی     | فریبا کاویانی                                                            | رستاخیز جوانان (۱۴۴): ۴۲−۴۳ و ۶۹. |
|                                 | یشت واژه‌های دروغین پنهان نشویم                                                                              | ۲۰ خردادِ ۲۵۳۷ شاهنشاهی     | مینا افشار                                                               | رستاخیز جوانان (۱۴۵): ۴۲−۴۳ و ۶۹ و ۷۳. (چاپِ دیگرِ پاره‌ای در «وقتی از تئاتر حرف می‌زنیم . . .: تکه‌هایی از سه گفت‌وگو با بهرام بیضایی». سیمیا (۲): ۳۰−۴۱. زمستان ۱۳۸۶.) |
|                                 | «یک اتفاق ساده» و «گزارش» فرمول فیلمفارسی دارند!                                                            | ۲۷ خردادِ ۲۵۳۷ شاهنشاهی     | مینا افشار                                                               | رستاخیز جوانان (۱۴۶): ۳۴−۳۵ و ۶۹. |
|                                 | با «کلیشه»های متداول به جنگ «کلیشه»سازی رفتم . . .                                                          | ۳ تیرِ ۲۵۳۷ شاهنشاهی        | احمد نیک آذر                                                             | رستاخیز جوانان (۱۴۷): ۳۶−۳۷ و ۶۶. |
| ۱۳۵۸                            | نمادی از مقاومت                                                                                             |                            | کورین ماک‌مولن                                                            | در کتابِ مجموعهٔ مقالات در نقد و معرفی آثار بهرام بیضایی |
|                                 | بهرام بیضایی، برندهٔ جایزهٔ اول سینه‌کلوب                                                                      | مردادِ ۱۳۶۷                 |                                                                          | فیلم (۶۶): ۷۶. |
|                                 | تعصب و نابرابری‌های اجتماعی زمینه‌ساز فکری من است                                                             | ۱۵ تیرِ ۱۳۶۸                |                                                                          | هدف. |
|                                 | غریبه‌ای در پی تفاهم                                                                                         | اسفندِ ۱۳۶۸                 | شهرام جعفری‌نژاد، امید روحانی، خسرو دهقان                                 | فیلم (۸۷): ۴۴–۵۱. (چاپ‌های دیگر: فیلم: گفت‌وگوها. ۱ (۱ تا ۲۰۰): ۳۹۰–۳۹۷. زمستان ۱۳۷۷. و فیلم امروز (۸): ۲۰–۲۱.) |
| ۱ تیرِ ۱۳۶۹                      | هر کس یک فیلم خوب در ایران ساخته باشد، معلم من است                                                          | مردادِ ۱۳۶۹                 | دانشجویانِ دانشکدهٔ سینما و تئاترِ دانشگاهِ هنر                              | فیلم (۹۳): ۲۰–۲۱. (بخش‌هایی از گفتگویی مفصّل، به کوششِ آنتونیا شرکاء؛ روایتِ دیگر در جاهد، پرویز (آبان ۱۳۶۹). «چرا ما فیلم مهمی نمی‌سازیم؟». دنیای سخن (۳۵): ۴۸–۵۱.) |
| بهارِ ۱۳۶۷                       | و همه‌ی جهان بازی است                                                                                        | اردیبهشتِ ۱۳۷۰              | حمید امجد، احمد پایداری                                                  | گزارش فیلم (۱۲): ۳۲–۳۵. (چاپِ دیگر: «سینما و تئاتر بدون تجربه کردن می‌میرند». سیمیا: ۱۹۹–۲۱۵. زمستان ۱۳۸۶.) |
| ۱۳۷۰                            | یک کنجکاوی ته ذهن                                                                                           | اسفندِ ۱۳۷۰                 | امید روحانی                                                              | فیلم (۱۲۰): ۶۱–۶۴. (چاپِ دیگر: فیلم: گفت‌وگوها. ۲ (۱ تا ۲۰۰): ۵۳۷–۵۴۰. بهار ۱۳۷۸.) |
|                                 | مسافران فیلم بسیار بسیار ساده‌ای است در ستایش زندگی و امیدهای نو                                             | ۱۳۷۱                       |                                                                          | |
|                                 | شبی آینه در خوابم درخشید . . .                                                                              | ۱۵ دیِ ۱۳۷۱                 | زاون قوکاسیان                                                            | گزارش فیلم (۱۰): ۴۰–۴۵. |
|                                 | لحظهٔ پرواز                                                                                                  | دیِ ۱۳۷۱                    | شهرام جعفری‌نژاد                                                          | فیلم (۱۳۵): ۳۵–۳۶. |
|                                 | فیلم جدی دارای اندیشه در هیچ جای جهان تماشاگر بی‌شمار ندارد                                                  | ۲۳ دیِ ۱۳۷۱                 | مسلم منصوری                                                              | سینما (۳۷). |
|                                 | جستجو در ریشه‌ها                                                                                             | خردادِ ۱۳۷۲                 | خسرو دهقان                                                               | فیلم (۱۴۲): ۹۷–۹۸. |
| ۲۴ اکتبرِ ۱۹۹۳ (۲ آبانِ ۱۳۷۲)     | پاسترناک، سولژنیتسین و بیضایی                                                                               | بهمنِ ۱۳۷۲                  | تماشاکنانِ چهارمین جشنوارهٔ فیلم‌های ایرانی در شیکاگو                       | فیلم (۱۵۳): ۶۰. |
| ۱۳۷۳                            | جایزه را به احترام همهٔ کسانی که عمر بر سر این کار گذاشتند، گرفتم                                            | مردادِ ۱۳۷۳                 | ؟                                                                        | گردون (۴۱): ۳۱–۳۳. |
|                                 | در جست و جوی سینمای ایران                                                                                   | تابستانِ ۱۳۷۳               |                                                                          | گفتگو (۴): ۱۸۶–۱۶۸. |
|                                 | | پاییزِ ۱۳۷۴                 | شاهرخ گلستان                                                             | چشم‌انداز (۱۵). |
| ۱۳ مارسِ ۱۹۹۵                    | | ۲۰۰۱ میلادی                | حمید دباشی                                                               | منتشرشده به ترجمهٔ انگلیسی در کتابِ Close Up: Iranian Cinema, Past, Present, and Future |
|                                 | | ۱۳۷۴                       | زاون قوکاسیان                                                            | برای انتشار در کاتالوگِ جشنوارهٔ بین‌المللیِ فیلمِ وین |
| ۱۳۷۴                            | گروهی آن وسط                                                                                                | آذرِ ۱۳۷۴                   | زاون قوکاسیان                                                            | فیلم (۱۸۱): ۷۱. |
|                                 | یک ایرانی برای تمام فصول                                                                                    | بهارِ ۱۳۷۵                  | سعیده پاکروان                                                            | چنته (۱۱): ۳۸–۴۲. |
|                                 | شما می‌توانید امیدوار باشید                                                                                  | ۱۳۷۵                       |                                                                          | سینمای آزاد (۱): ۱۲−۲۶. |
| ۱۳۷۶                            | از جهان پاکان در پی اصل گمشده                                                                               | تیرِ ۱۳۷۶                   | حمید امجد                                                                | دنیای تصویر (۴۶): ۳۱–۳۳. (چاپِ دیگر: سیمیا (۲): ۱۳۷–۱۵۲. زمستان ۱۳۸۶.) |
| ۱۳۷۶                            | در ساحت تماشا                                                                                               | مردادِ ۱۳۹۸                 | داوود فتحعلی‌بیگی، اردشیر صالح‌پور، گلاب آدینه                             | کاج (۲ و ۳): ۱۱–۲۱. |
|                                 | سفر عیلامی                                                                                                  | ۱۳۷۶                       | مهرداد بهار                                                              | در کتابِ از اسطوره تا تاریخ |
|                                 | بهرام بیضائی                                                                                                | ۴ بهمنِ ۱۳۷۶                | محمّد عبدی                                                                | سینما (۲۹۸). |
|                                 | وقتی اتفاق افتاد خبرتان می‌کنم                                                                               | ۲۱ بهمنِ ۱۳۷۶               |                                                                          | همشهری. (چاپِ دیگرِ گزیده‌ای: «بیضایی: عده‌ای نمی‌خواهند فیلم بسازم». همشهری (۷۳۱۹): ۳۲. ۲۱ بهمن ۱۳۹۶.) |
|                                 | بهرام بیضائی از تئاتر نو می‌گوید                                                                             | ۹ اسفندِ ۱۳۷۶               | داود فاضلی                                                               | عصر هنر (۱۱). |
|                                 | گفت‌وگو با بهرام بیضائی                                                                                      | ۱۳۷۷                       | زاون قوکاسیان، مسلم منصوری، حمید امجد، احمد پایداری                      | پاره‌هایی از چند گفتگو، در کتابِ سینما و ادبیات: چهارده گفتگو |
|                                 | از گذشته و تاریخ جز احساس رقّت و نفرت چیزی در من نیست                                                        | اردیبهشتِ ۱۳۷۷              | جهانبخش نورایی، احمد طالبی‌نژاد                                           | فیلم و سینما (۲): ۲۸–۳۳. (چاپِ دیگر: «من اگر ماندم برای این بود که دست به نوشتن داشتم». سینمای آزاد (۱۴): ۱۹–۱۰. ۱۳۷۷.) |
| بهارِ ۱۳۷۷                       | بازاندیشیِ جهانِ کهن                                                                                          | اردیبهشتِ ۱۳۷۷              | حمید امجد                                                                | فیلم و سینما (۲): ۴۴–۴۷. (چاپِ دیگر: سیمیا (۲): ۲۶۲–۲۴۷. زمستان ۱۳۸۶.) |
|                                 | بهرام بیضائی: نقد، یک گفتگوی فرهنگی است                                                                     | زمستانِ ۱۳۷۷                | محمّد عبدی                                                                | در کتابِ نقد فیلم در ایران (۱۳۷۷) |
|                                 | از جهالت متنفرم                                                                                             | ۱۵ اردیبهشتِ ۱۳۷۸           | نوشابه امیری؟                                                            | گزارش فیلم (۱۲۵): ۱۲–۳۴. (چاپِ کامل‌تر در کتابِ جدال با جهل، ۱۳۸۸) |
| ۱۳۷۷                            | موسیقی نمایشی: در گفت‌وگوی بابک بیات با بهرام بیضایی                                                         | ۱۳۷۹                       | بابک بیات                                                                | صحنه. (چاپ‌های دیگر: «گفت‌وگوی بابک بیات و بهرام بیضایی». مقام موسیقایی (۶): ۱۵۶–۱۶۹. ۱۳۹۰. و «موسیقی نمایشی: گفت‌وگوی بابک بیات و بهرام بیضایی». هنر موسیقی (۱۷۵): ۴۴–۵۵. ۱۳۹۷.) |
| مهرِ ۱۳۷۸                        | «گمشده‌یی جسور» و «گفت‌وگوی دیگر با بهرام بیضایی»                                                             | خردادِ ۱۳۸۱                 | سعید مستغاثی                                                             | در کتابِ سینمای ایران؛ روزگار نو |
|                                 | درباره گفت‌وگو با باد                                                                                        | ۱۳۷۹                       | زاون قوکاسیان                                                            | در کتابِ گفتگو با باد (۱۳۷۹) |
| ۱۱ خردادِ ۱۳۷۹                   | روایت تراژدی قدرت به زبان نمایش و سینما                                                                     | مردادِ ۱۳۷۹                 | علی معلّم، حسن ملکی و حاضرانِ جلسه                                         | دنیای تصویر (۸۳): ۶۰–۶۲. ۱۳۷۹. |
| ۱۲ خردادِ ۱۳۷۹                   | نقد و بررسی «سه برخوانی»                                                                                    | مهرِ ۱۳۷۹                   | منوچهر آتشی، علی‌محمّد حق‌شناس، حمید یاوری، رسول نظرزاده، حسین سناپور، مطلق | کارنامه (۱۳): ۲۸–۳۷. |
|                                 | نمی‌خواهم با سینما کاسبی کنم                                                                                 | بهمنِ ۱۳۷۹                  | سیامک پورزند                                                             | گزارش فیلم (۱۶۶): ۵۷–۵۸. |
|                                 | | ۱۶ فوریهٔ ۲۰۰۱              |                                                                          | International Herald Tribune. |
|                                 | نمی‌خواهم خودم را اندازه شعور منتقد خارجی کنم                                                                | اسفندِ ۱۳۷۹                 | سیامک پورزند                                                             | سینما جهان (۲). |
|                                 | تصویر روابط مادی در جامعه امروز                                                                             | ۲۶ آذرِ ۱۳۸۰                | زاون قوکاسیان                                                            | سینما جهان (۳۹): ۱۰۳−۱۲۰. |
|                                 | فیلمی که عین واقعیت باشد، دروغ محض است                                                                      | ۲۸ آذرِ ۱۳۸۰                | سعید قطبی‌زاده                                                            | سینما (۵۰۷). |
|                                 | واقعیت به مراتب تلخ‌تر است                                                                                   | ۶ دیِ ۱۳۸۰                  | محمّد عبدی                                                                | ایران (۲۰۰۷). |
|                                 | آدم‌های جاکن‌شده . . .                                                                                        | دیِ ۱۳۸۰                    | نوشابه امیری                                                             | گزارش فیلم (۱۸۵): ۷۴–۷۹. |
|                                 | سگ‌کشی مهربان‌تر از واقعیت جامعه ماست                                                                         | ۱۶ دیِ ۱۳۸۰                 | منیژه بهارلو                                                             | نوروز. |
|                                 | سگ‌کشی کابوس من است                                                                                          | ۱۶ دیِ ۱۳۸۰                 | مختار شکری‌پور                                                            | همبستگی (۳۵۰). |
| اواخرِ پاییزِ ۱۳۸۰                | تجربهٔ شخصی، مسألهٔ اجتماعی                                                                                   | دیِ ۱۳۸۰                    | حمید امجد                                                                | فیلم (۲۷۹): ۱۱۶–۱۱۹. |
|                                 | بهرام بیضایی: شمسایی هم مثل تسلیمی از برترین‌هاست                                                            | ۲۶ بهمنِ ۱۳۸۰               | مریم احمدی                                                               | حیات نو. |
|                                 | اینجا تک‌گویی حاکم است نه گفت‌وگو!                                                                            | ۲۸ اسفندِ ۱۳۸۰              | محمّد عبدی                                                                | بُنیان (۲۹): ۱۹. |
|                                 | بازیگر فقط باید خوب بازی کند!                                                                               | آبانِ ۱۳۸۱                  | رضا کیانیان                                                              | فیلم (۲۹۲): ۸–۱۲. (چاپِ دیگر در کتابِ بازیگری در قاب، ۱۳۸۷) |
| ۲۶ مردادِ ۱۳۸۱                   | معنویت گمشده: گزارشی از جلسه نمایشنامه‌خوانی خانه تئاتر با حضور بهرام بیضائی                                 | ۱۳۸۱                       |                                                                          | نمایش (۵۴): ۲۹−۳۰. |
| ۱۳۸۰                            | تنها امید، خلّاقیّت است                                                                                       | ۱۳۸۳                       |                                                                          | در کتابِ سر زدن به خانه‌ی پدری |
|                                 | به جریان‌هایی پاسخ می‌دهم که نسبت به روشنفکران مشکوک هستند                                                    |                            |                                                                          | |
|                                 | عشق و استعداد بازیگری                                                                                       | تیرِ ۱۳۸۱                   | ناصر صفّاریان                                                             | سینمای نو (۳۰): ۱۴–۱۵. (چاپِ دیگر در کتابِ آیه‌های آه، ۱۳۸۱) |
| ۱۳۸۰                            | گفت‌وگو با بهرام بیضایی                                                                                      | ۱۳۸۱                       |                                                                          | در کتابِ بهرام بیضایی و پدیده‌ی سگ‌کشی (پاره‌ای از این گفتگو در ۲۶ تیرِ ۱۳۹۸ در روزنامهٔ همشهری با عنوانِ «در ستایش حرفه‌ای بودن» منتشر شده است.) |
|                                 | غریبه‌ی بزرگ                                                                                                 | ۲۲ آبانِ ۱۳۸۱               | محمّد عبدی                                                                | همشهری (۲۸۹۷). (چاپِ دیگر در کتابِ و شبم پر ستاره شد، ۱۴۰۱) |
|                                 | مسافران؛ عرصهٔ گفت‌وگوی عواطف است                                                                             | آذرِ ۱۳۸۱                   | جابر قاسمعلی                                                             | فیلم‌نگار (۵): ۴۷–۵۰. |
|                                 | من دوست‌دار دانشم                                                                                            | ۱۳۸۲                       | رضا کوچک‌زاده                                                             | هنرهای نمایشی (۲). |
|                                 | هزارویک شب ایرانی                                                                                           | ۸ مهرِ ۱۳۸۲                 | رضا آشفته                                                                | شرق (۲۹). |
|                                 | حرفی که باید سال‌ها پیش می‌زدم                                                                                | ۲۳ مهرِ ۱۳۸۲                | کیومرث مرادی                                                             | سینما (۶۰۰). |
|                                 | اسطوره، تراژدی و داستان امروز                                                                               | ۲۷ مهرِ ۱۳۸۲                | بابک مستوفی                                                              | یاس نو (۱۸۳). |
|                                 | شهرزاد، آناهیتا بر روی زمین                                                                                 | ۱ آبانِ ۱۳۸۲                | محمّد عبدی                                                                | ایران (۲۶۱۷). |
|                                 | زیستن در کنار قدرت                                                                                          | آبانِ ۱۳۸۲                  | احمد طالبی‌نژاد، بی‌تا ملکوتی                                              | هفت (۶): ۶۳–۵۴. |
|                                 | صحنه نمایش می‌تواند دوره‌های تاریخی را متحول کند                                                              | بهمنِ ۱۳۸۲                  | مشهود محسنیان                                                            | صحنه (۱۳ (۳۳)): ۵۸–۶۰. |
|                                 | زندگی‌نامه                                                                                                   | ۱۳۸۳                       | محمّد عبدی                                                                | در کتابِ غریبه‌ی بزرگ: زندگی و سینمای بهرام بیضائی (بازنوشته در صیغهٔ سوّم شخص) |
|                                 | هزارویک شب، و ضحاک                                                                                          | ۱۳۸۴                       | امیرکاوس بالازاده                                                        | کتاب ماه هنر (۷۹ و ۸۰): ۳۶–۳۰. |
|                                 | بهرام بیضائی                                                                                                | ۱۳۸۴                       |                                                                          | ملکوتی، بی‌تا (ویراستار). اسطورهٔ مهر: زندگی و سینمای سوسن تسلیمی. تهران: نشر ثالث. ص. ۲۳۵–۲۱۱. شابک ۹۶۴-۳۸۰-۰۸۰-۶. |
| آوریلِ ۲۰۰۴ میلادی               | The Other Side of the Story                                                                                 | ۲۰۰۶ میلادی                | گونول دونمز-کالین                                                        | منتشرشده به ترجمهٔ انگلیسی در کتابِ Cinemas of the Other: A Personal Journey with Film-Makers from the Middle East and Central Asia |
| دیِ ۱۳۸۶                         | نمایش در جامعه بی‌گفت‌وگو                                                                                     | ۳۰ دیِ ۱۳۸۶                 | بهاران بنی‌احمدی                                                          | شهروند امروز (۳۴ (پیاپی ۶۵)): ۸۱−۸۳. |
| تابستانِ ۱۳۸۴                    | بهرام بیضایی                                                                                                | ۱۳۸۶                       | لاله عالم                                                                | در کتابِ دیدار با چهره‌ها |
|                                 | «کجاست کسی که داوری کند؟!»                                                                                  | بهارِ ۱۳۸۵                  | علی جمشیدی                                                               | صحنه (۵۰): ۴۵. |
|                                 | نگرانِ زمانی که از چنگ می‌گریزد: گفت‌وگو با بهرام بیضایی درباره‌ی «افرا؛ یا روز می‌گذرد»                         | زمستانِ ۱۳۸۶                | حمید امجد                                                                | سیمیا (۲): ۳۶۳–۳۳۷. |
|                                 | بهرام بیضایی: اکثر زنده‌گی ما یک تک‌گویی بزرگ است                                                             | ۱۳۸۶                       |                                                                          | فردوسی (۶۰ و ۶۱): ۶۱–۶۰. |
| ۱۳۸۶                            | خودمان با خودمان نقشه می‌کشیم – این نمایش یک تاریکخانه است                                                   | ۱۳۸۶                       | علی قلی‌پور                                                               | اعتماد (۱۵۸۸ و ۱۵۸۹): ۱۰ و ۷. |
| ۹ بهمنِ ۱۳۸۶                     | اعلام حمایت از نامه سینماگران                                                                               | ۱۰ بهمنِ ۱۳۸۶               | (خبرگزاریِ مهر)                                                           | اعتماد (۱۶۰۳): ۲۰. |
|                                 | به گفتگوی واقعی نیازمندیم                                                                                   | بهمنِ ۱۳۸۷                  | علیرضا کاوه                                                              | سینما (۸۲۸): ۱۷–۲۳. (چاپِ دیگر در کتابِ بهرام بیضایی و وقتی همه خوابیم، ۱۳۹۸) |
|                                 | اسطوره هویت‌های دوگانه در درامی معاصر                                                                        | اسفندِ ۱۳۸۷                 | حمید امجد                                                                | صنعت سینما (۸۰): ۲۷–۳۵. (چاپِ دیگر در کتابِ بهرام بیضایی و وقتی همه خوابیم، ۱۳۹۸) |
| ۱۳۸۷                            | دیگر وقت تعارف نیست                                                                                         | اسفندِ ۱۳۸۷                 | شاهین امین                                                               | سینمای پویا (۱۵). |
|                                 | خواب بزرگ                                                                                                   | اردیبهشتِ ۱۳۸۸              | احمد طالبی‌نژاد                                                           | فیلم (۳۹۳): ۷۸–۸۵. |
|                                 | شیرِ دل‌خون                                                                                                   | زمستانِ ۱۳۸۸                | هدی صابر                                                                 | چشم‌انداز ایران (ویژه‌نامه جهان‌پهلوان تختی): ۱۲۲−۱۲۴. |
| ۱۳۸۹                            | The Myth of Revolutionary Cinema                                                                            | ۲۰۱۶ میلادی                | شیوا رهبران                                                              | منتشرشده به ترجمهٔ انگلیسی در کتابِ Iranian Cinema Uncensored |
|                                 | سگ‌کشی آیینه‌ای بود که خودشان را در آن دیدند                                                                  | دیِ ۱۳۹۰                    | محسن آزرم، کریم نیکونظر                                                  | تجربه (۷): ۱۰۲–۱۰۴. |
|                                 | غروبِ عروسک‌ها در دیاری غریب                                                                                  | بهارِ ۱۳۹۱                  | نگار نعمتی                                                               | دفترهای تآتر (۱۱): ۳۵–۵۵. (چاپِ دیگر در کتابِ گروه هنر ملی از آغاز تا پایان، ۱۳۹۵) |
|                                 | | ۱۳۹۱                       |                                                                          | در کتابِ لذّت فیلم دیدن: گفت‌وگوهایی درباره‌ی سینما |
| ۲۰۱۳ میلادی                     | (دربارهٔ رگبار و ترمیمش و نمایشش در جشنوارهٔ بین‌المللیِ فیلمِ سان فرانسیسکو)                                    |                            |                                                                          | به انگلیسی |
|                                 | چه محکمه‌های روشنفکری که گذراندم                                                                             | آذر و دیِ ۱۳۹۲              | علیرضا اکبری                                                             | اندیشه پویا (۱۲): ۱۱۸−۱۲۲. |
|                                 | «آرش» حرف مردمی است که شنیده نمی‌شوند                                                                        | نوروزِ ۱۳۹۴                 | علیرضا اکبری                                                             | اندیشه پویا (۲۴): ۱۶۴–۱۶۶. |
|                                 | آزادی می‌خواستند برای سانسور دیگران                                                                          | آذرِ ۱۳۹۵                   | ؟                                                                        | اندیشه پویا (۳۹): ۱۳۳. |
|                                 | احساس می‌کنم که در ایرانم – ایران آرمانی‌ام                                                                   | ۱۳۹۵                       | فرهاد مهندس‌پور                                                           | شرق (سالنامه): ۲۰۲−۲۰۳. |
|                                 | می‌خواهم مردم را به تاریخ ببرم                                                                               | تیرِ ۱۳۹۶                   | ایرج افشاری اصل                                                          | صدا (۱۲۰): ۸۵−۸۷. (چاپ کامل‌تر در کتابِ زبان آرکائیک در نمایشنامه‌های بهرام بیضایی، ۱۳۹۶) |
| خردادِ ۱۳۹۴                      | ریشه دواندن در باد                                                                                          | دیِ ۱۳۹۷                    | حمید امجد                                                                | دفترهای تآتر (۱۵): ۱۰۳−۱۲۰. |
| ۱۳۹۶                            | به قلم پناه بردم وقتی همه فریاد می‌زدند                                                                      | شهریورِ ۱۳۹۶                | علیرضا اکبری                                                             | اندیشه پویا (۴۵): ۱۳۸−۱۳۹. |
|                                 | از زندگی و تئاتر                                                                                            | ۱۳۹۶                       | احمد نیک آذر                                                             | آوای تبعید بر گستره ادبیات و فرهنگ (۳): ۴۱–۳۷. (متن گفته‌های بیضایی در فیلم مستند ریشه‌ها) |
|                                 | جار می‌زنیم صدایی شنیده نشود                                                                                 | ۱۳۹۷                       | عسل عبّاسیان                                                              | شرق (۳۱۷۳): ۱۰–۹ و ۱۳. |
|                                 | |                            | گادفری چشایر                                                             | در کتابِ In the Time of Kiarostami |
|                                 | (رضا براهنی)                                                                                                |                            |                                                                          | |
|                                 | و قصه‌ی خودِ شهرزادِ قصه‌گو                                                                                     | ۱۳۹۸                       | امید روحانی                                                              | در کتابِ بهرام بیضایی و وقتی همه خوابیم (۱۳۹۸) |
|                                 | وقتی خود را به خواب می‌زنیم!                                                                                 | ۱۳۹۸                       | علیرضا کاوه                                                              | در کتابِ بهرام بیضایی و وقتی همه خوابیم (۱۳۹۸) |
|                                 | شاید لجبازی با زمانه فراموشکار                                                                              | اردیبهشتِ ۱۳۹۹              |                                                                          | چلچراغ (۷۷۹): ۱۲–۱۴. |
| ۲۳ آوریلِ ۲۰۱۸ (۳ اردیبهشتِ ۱۳۹۷) | اگر تاریکی را ببینید، یعنی همه چیز را دیده‌اید                                                               | مهرِ ۱۴۰۰                   | تماشاکنانِ اجرای اصلیِ چهارراه                                             | فیلم امروز (۵): ۱۱۴–۱۱۵. |
|                                 | پرونده همچنان باز است!                                                                                      | دیِ ۱۴۰۰                    | شهرام جعفری‌نژاد                                                          | فیلم امروز (۸): ۱۱–۱۹. |

در شمارهٔ ۱۸۱ ستاره سینما گفتاری تلویزیونی از بیضایی منتشر شده است. در صفحهٔ ۶۵ از شمارهٔ ۱۲۵ مجلّهٔ گزارش فیلم (۱۳۷۸) نیز گزیده‌ای از گفتارِ بیضایی در گفتگوهای گوناگون زیرِ عنوانِ «آدم‌های رگبار از زبان بیضایی» آمده است.

### نقلِ قول
گاهی گفته‌ای از بیضایی به صورتِ نوشته نقل شده (گاهی طوری که نخستین و واپسین انتشارش همین نقلِ قول بوده است)، از جمله در:
- − (۲۸ اسفند ۱۳۵۸). «سینمای ایران در راه تازه». اطّلاعات (۱۶۱۰۲): ۱۰.
- − (تیر ۱۳۷۰). «بهرام بیضائی: وقتی خودم تهیه‌کننده باشم کارها خوب پیش می‌رود». گزارش فیلم (۱ (پیاپی ۱۴)): ۱۰.
- فانوس خیال: سرگذشت سینمای ایران از آغاز تا انقلاب اسلامی به روایت بی‌بی‌سی (۱۳۷۴)
- − (آذر ۱۳۷۶). «بهرام بیضایی در جمع دانشجویان هنر». گزارش فیلم (۹۸): ۱۶.
- لاهیجی، شهلا؛ − (اردیبهشت ۱۳۷۷). «بیضایی اینجوری هست». فیلم و سینما (۲): ۱۸.
- امجد، حمید (۱۳۷۸). تیاتر قرن سیزدهم. تهران: انتشارات نیلا. شابک ۹۷۸-۹۶۴-۶۹۰۰-۰۵-۹.
- م.، ع. (نوروز ۱۳۸۰). «بهرام بیضایی: رنج محتوم». فیلم (۲۶۷): ۲۱.
- − (۲۱ آبان ۱۳۸۲). «انسان‌های امروز نیز می‌توانند اسطوره شوند». انتخاب (۱۳۱۶): ۱۰.
- − (۲۴ آذر ۱۳۸۲). «من نمی‌فهمم تئاتر ملی چیست». شرق (۹۰): ۱۰. (مختصرتر در − (۲۴ آذر ۱۳۸۲). «بیضایی: سبک با فلسفه به وجود می‌آید». همشهری (۳۲۵۴): ۱۲.)
- گلمکانی، هوشنگ, ویراستار (۱۳۸۶). کتابِ تنگنا. تهران: انتشارات روزنه کار. شابک ۹۶۴-۶۷۲۸-۵۴-۵.
- سمندریان، حمید؛ ماهیان، افسانه (۱۳۸۸). این صحنه خانه‌ی من است: زندگی، اندیشه و آثار حمید سمندریان در گفت‌وگو با افسانه ماهیان. تهران: نشر قطره. شابک ۹۷۸-۹۶۴-۳۴۱-۹۱۸-۹.
- آسایش، محمدحسین (تیر ۱۳۸۰). «مجاز، غیرمجاز، مطلوب، منفور، باید، نباید و غیره!». دنیای تصویر (۹۳): ۵۴–۶۳.
- «امید به خلاقیت» (۱۳۸۰) در شمارهٔ ۱۸۷ مجلّهٔ گزارش فیلم
- − (اردیبهشت ۱۳۸۱). «بهرام بیضایی و کدورت احساس سینمایی». سینمای نو (۱۹): ۵.
- − (خرداد ۱۳۸۱). «بیضایی: چه چیزی خلاقیت ما را نابود کرد؟!». سینمای نو (۲۳): ۴.
- قادری، امیر (شهریور ۱۳۸۸). «بر پرده سینماها». دنیای تصویر (۱۸۵): ۴۴–۵۵.
- «خسته نباشید به روابط عمومی جشنواره» (۱۳۸۸) مجید شجاعی در شمارهٔ ۳۳ و ۳۴ و ۳۵ مجلّهٔ نقد سینما
- نجم، سهیلا (۱۳۹۰). هنر نقالی در ایران. تهران: مؤسسهٔ تألیف، ترجمه و نشر آثار هنری «متن». شابک ۹۷۸-۹۶۴-۲۳۲-۰۴۵-۵.
- طالبی‌نژاد، احمد (دی ۱۳۹۰). «نفرت از تاریخ: نگاهی به کارنامه‌ی تاریخی بهرام بیضایی». تجربه (۷): ۱۰۴–۱۰۵.
- ابراهیم‌زاده، فرزانه (۳۱ اردیبهشت ۱۳۹۱). ««بیضایی» احیاگر از یادرفته‌ها». شرق (۶۰۹ (پیاپی ۱۵۳۳)): ۱ و ۱۵.
- طالبی‌نژاد، احمد (۱۳۹۳). واقعه در قاب. تهران: نشر رونق. شابک ۹۷۸-۶۰۰-۹۴۷۴۷-۳-۸.
- فتحعلی‌بیگی، داوود؛ آشفته، رضا (۲۷ اسفند ۱۳۹۳). «بیضایی نقش‌آفرین ماندگاری نمایش‌های ایرانی». شرق (۲۲۶۴): ۱۰.
- رحمانیان، محمد؛ مشتاق، زهرا (دی ۱۳۹۵). «درخت‌ها بی اجازه شما سبز می‌شوند». سینمای هنر و تجربه (۳۳): ۱۸–۲۶.
- − (شهریور ۱۳۹۶). «مردی شبیه هیچ کس». اندیشه پویا (۴۵): ۲۴.
- طالبی‌نژاد، احمد (۱۳۹۸).  شمشیربندی، مهرداد، ویراستار. سیلیِ نقد: گفت‌وگو با احمد طالبی‌نژاد. تهران: انتشارات روزنه. شابک ۹۷۸-۶۲۲-۲۳۴-۱۱۸-۳.
- پرویز پورحسینی (۱۳۹۹) به کوششِ منصور خلج
- «تنهایی بی‌هیاهوی یک شاعر» (۱۳۹۹) از علی بزرگیان

همچنین از گفتگوهای وی با مأمورانِ وزارتِ اطّلاعاتِ جمهوریِ اسلامیِ ایران یا نیروی انتظامی پاره‌هایی در گفتگوهای کسانی چون مسعود کیمیایی و مسعود بهنود به میان آمده و گاه چاپ شده است.
گاهی هم گفتاری از او به زبانی دیگر ترجمه و چاپ یا به طورِ شفاهی – ضبط‌شده یا غیر – منتشر شده است. از این جمله است گفتگویی در فرانسه:
Bahram Beyzai, l’Iran des métaphores, par Raphaël Bassan, Corine McMullin, Sarah Wappers dans La Revue du cinéma n° 364, septembre 1981, pages 95-112.
و ترجمهٔ انگلیسیِ شفاهیِ عبّاس میلانی از گفتارِ بیضایی دربارهٔ جانا و بَلادور که فیلم‌برداری و در اینترنت منتشر شده است.

### سین جیم
پرسش و پاسخِ مکتوبِ بیضایی با ساواک در ۲۵ خردادِ ۱۳۴۷ همراهِ دستخطِ بیضایی در کتابِ کانون نویسندگان ایران به روایت اسناد ساواک (۱۳۸۲) منتشر شده است. نیز در همین کتاب گزارش‌هایی از ساواک هست که برخی از گفته‌های وی را به‌طورِ غیرمستقیم بازگفته است.

## ترجمه‌ها
بیضایی مقداری نوشته، بیشترش متنِ نمایشی، عمدتاً از زبانِ انگلیسی و گاه با همکاریِ دیگرانی، به فارسی درآورده و منتشر کرده است. بنا بوده این نمایشنامه‌ها همراهِ ترجمه‌های دیگری از او به وسیلهٔ انتشاراتِ نیلا تجدیدِ چاپ شود.
| ترجمه‌های بیضایی          | ترجمه‌های بیضایی                | ترجمه‌های بیضایی |
| ------------------------ | ------------------------------ | --- |
| عنوان                    | نویسنده                        | توضیحات |
| گوی گل                   |                                | نمایش در چین |
| آتسوموری                 | سه‌آمی موتوکیو                  | با داریوش آشوری. آذر ماهِ ۱۳۴۲ در شمارهٔ هفتمِ مجلّهٔ آرش و سپس تابستانِ ۱۳۴۳ در مجلّه موسیقی با افزوده‌هایی در حاشیه به ترجمهٔ سهراب سپهری چاپ شده است. این ترجمه از روی برگردانِ انگلیسی به قلمِ آرتور ویلی است و افزوده‌ها را سپهری از روی ترجمهٔ فرانسویِ نوئل پری فراهم کرده است. آتسوموری سرانجام در کتابِ نمایش در ژاپن چاپ شد. |
| کانجینچو                 | نامیکی گوهیِ سوّم                | از روی ترجمهٔ انگلیسیِ جیمز براندن و تاماکو نیوا. سالِ ۱۳۴۳ در شمارهٔ ۹۴ مجلّه موسیقی و کتابِ نمایش در ژاپن چاپ شده است. |
| پرنده‌گیر در دنیای مردگان |                                | از روی ترجمهٔ انگلیسیِ شیو ساکانیشی و نیز ترجمهٔ آرتور ویلی به فارسی درآمده و در سلسلهٔ مقالاتِ «نمایش در ژاپن» به سالِ ۱۳۴۳ در مجلّه موسیقی و سپس در کتابِ نمایش در ژاپن چاپ شده. |
| ضمیمهٔ نمایش در ژاپن      | ریوساکو تسونودا، دانلد کین     | |
| بنکی روی پل              | هیوشی ساآمی یاسوکیو            | «مدخلی بر یک قیاس». ویژه سینما و تآتر (۲ و ۳): ۲۷۵−۲۹۹. دی ۱۳۵۱. و «پنج «نو»ی باستان؛ از نمایش ژاپن». کتاب صبح (۹): ۸۳−۱۱۵. آذر و دی ۱۳۶۹. و «نوی «بنکی روی پل» و تعزیه‌ی «مجلس فتاح شاه»: سنجش دو نمایشنامه». دفترهای تآتر (۷): ۳–۲۸. زمستان ۱۳۸۶.                                                                      |
| طبل ابریشم               | احتمالاً سه‌آمی موتوکیو          | از روی ترجمهٔ انگلیسیِ آرتور ویلی. «پنج «نو»ی باستان؛ از نمایش ژاپن». کتاب صبح (۱۰): ۸۵−۱۲۷. بهمن و اسفند ۱۳۶۹. |
| کانتان                   | احتمالاً سه‌آمی موتوکیو          | از روی ترجمهٔ انگلیسیِ آرتور ویلی و مقابله با ترجمهٔ انگلیسیِ انجمنِ ویژهٔ نو. «پنج «نو»ی باستان؛ از نمایش ژاپن». کتاب صبح (۱۰): ۸۵−۱۲۷. بهمن و اسفند ۱۳۶۹. |
| آئین پرتگاه              | کمپارو ذنچیکو یوجینوبو         | از روی ترجمهٔ انگلیسیِ آرتور ویلی. «پنج «نو»ی باستان؛ از نمایش ژاپن». کتاب صبح (۱۰): ۸۵−۱۲۷. بهمن و اسفند ۱۳۶۹. |
| بانو آئویی               | احتمالاً کمپارو ذنچیکو یوجینوبو | از روی ترجمهٔ انگلیسیِ آرتور ویلی و مقابله با ترجمه‌های انگلیسیِ انجمنِ ویژهٔ نو و ارنست فنولوزا. «پنج «نو»ی باستان؛ از نمایش ژاپن». کتاب صبح (۱۰): ۸۵−۱۲۷. بهمن و اسفند ۱۳۶۹. |

بیضایی گفته که نسخهٔ دیگری از آئین پرتگاه (ترجمهٔ انگلیسیِ رویل تایلر) را هم به فارسی درآورده که «بدبختانه اینک در دسترسش نیست» و منتشر نشده است.
سال‌ها پس از این ترجمه‌ها همسرِ بیضایی نیز کتابی دربارهٔ کیوگن نوشت و چندین نمایشنامهٔ کوتاهِ ژاپنی را به فارسی درآورد و در این کتاب چاپ کرد:
- شمسایی، مژده (۱۳۸۲). کیوگن: نمایش شادی‌بخش ژاپنی. تهران: انتشارات نمایش. شابک ۹۶۴-۵۵۹۶-۷۱-۸.

از جملهٔ این متن‌ها یکی کیوگنِ شکارچی پرنده در برزخ است که ترجمهٔ دیگری از همان متنِ پرنده‌گیر در دنیای مردگان است.
سهیلا نجم نیز خبر داده که «بخشی از کتاب ناتیا شاسترا در زمان دانشجویی من در ایران توسط آقای بیضایی ترجمه و به صورت جزوه در اختیار ما قرار داده شد.»
در نامه‌ای از سیمین دانشور به جلال آل احمد آمده که دانشور مُهرِ تقلّبی (ترجمهٔ داریوش آشوری) را برای ویرایش به بیضایی سپرده است. این در نمایش در چین آمد.

## چاپ‌نشده‌ها
| "                         | . . . بی‌نهایت لغت، مطلب و اندیشه بکر دارد. بارها شده است بیضایی گفته قصه‌ای نوشته‌ام که می‌خواهم برایت تعریف کنم و در همان وقت که تعریف می‌کرد به آن اضافه می‌کرد. بیضایی آگاه‌ترین آدم نمایش ماست؛ هم در تئاتر و هم در سینما. تا بخواهید سوژه نانوشته و کار نکرده دارد و امیدوارم امروز که فراغتی پیدا کرده، مقداری از ایده‌هایش را نوشته باشد. . . . | " |
| —عبّاس جوانمرد، پاییزِ ۱۳۹۴ | |   |

نوشته‌های فراوانی از بیضایی به چاپ نرسیده است. از این جمله است بعضی فیلم‌نامه‌های فیلم‌شده مانند سفر و قالی سخنگو و کتاب‌های دیگری؛ بعضی منتظر چاپ، بعضی بی پروانهٔ نشر. نام و نشان و داستانِ بعضی از کارهای منتشرنشدهٔ بیضایی در کتابی به نامِ بهرام بیضائی (۱۳۷۹) نوشتهٔ شهرام جعفری‌نژاد آمده است. همچنین در «سالشمار زندگی و آثار بهرام بیضایی» که بارها در مجلّات و کتاب‌های گوناگون چاپ شده می‌توان نامِ بعضی از نوشته‌های چاپ‌نشدهٔ او را دید. از فیلم‌نامه‌های منتشرنشدهٔ بیضایی می‌شود قلعهٔ کولاک (۱۳۶۴) و چه کسی رئیس را کُشت؟ (۱۳۴۹ و ۱۳۷۱) و یوآنا، یا نامه‌ای به هیچ‌کس (۱۳۷۱) و اعتراض (۱۳۷۵) و سند (۱۳۸۳) را برشمرد. فیلم‌نامه‌ای که از پیش‌نویس‌های نمایشنامهٔ اَفرا، یا روز می‌گذرد بوده است هم هنوز منتشر نشده است. طرح‌های مرد و میدان (۱۳۴۴) و شکاف سایه‌ها (۱۳۶۳) نیز از این زمره است. همچنین است سه فیلم‌نامه برای مجموعهٔ تلویزیونیِ سرکار استوار که سالِ ۱۳۴۷ نوشت، ولی نه ساخته شد و نه به صورتِ دیگری منتشر. بعضی از نمایشنامه‌های منتشرنشده عبارت است از گزارش به بالانشینان (۱۳۴۵)، مجلس بساط برچیدن (۱۳۷۶) و همایش (۱۳۷۸). چاقو در پشت (۱۳۷۳) و نسخهٔ بیست‌دقیقه‌ایِ شب هزارویکُم (۱۳۸۱) نیز به ترتیب به سال‌های ۱۳۷۸ و ۱۳۸۱ به نمایش درآمده، ولی هیچ‌کدام چاپ نشده است. بیضایی به خواستِ خود بعضی از کارهایش را منتشر نکرده است. هفتمین طرحِ فیلمش برای صدمین سالِ سینما را چاپ نکرده است. گفتگوی بلندِ بیضایی با حمید امجد و احمد پایداری به سالِ ۱۳۶۷ هنوز به صورتِ کامل چاپ نشده است. گفتگوهای بیضایی و مژده شمسایی دربارهٔ کیوگن جز به صورتِ بازنوشتهٔ پاره‌هایی نامعیّن لابلای کتابِ کیوگن: نمایش شادی‌بخش ژاپنی (۱۳۸۲) منتشر نشده. گفتگوی بیضایی با روح‌الله جعفری نیز از کتابِ گروه هنر ملی از آغاز تا پایان (۱۳۹۵) حذف شده است، همچنان که بیشترِ گفتگوهایش با محمّد عبدی از کتابِ غریبه‌ی بزرگ (۱۳۸۳). گفتگوی بیضایی با عبّاس میلانی برای نسخهٔ فارسیِ کتابِ Eminent Persians هنوز منتشر نشده است. نیز وی در دههٔ ۱۳۴۰ برای یک گروهِ نمایش در کرمانشاه اساسنامه نوشته که منتشر نشده است.
از کارهایی که بیضایی در آمریکا نوشته و منتشر نکرده است می‌توان پیام دورادور (۱۳۹۰)، زرّین‌تاج (۱۳۹۱)، مبارک و آرزو (۱۳۹۲)، دلپسند و دیو (۱۳۹۲)، پهلوان ارژنگ و ارغوان (۱۳۹۲)، دیودختر و دلپسند (۱۳۹۲)، میرخان و تخت زر (۱۳۹۳)، پهلوان گیسو و مبارک (۱۳۹۳)، داستان‌های دوزخی (۱۳۹۴)، داش آکُل به گُفته‌ی مرجان (۱۳۹۶) و رسالهٔ پژوهشیِ سایه‌بازی ایرانی (۱۳۹۵) را نام برد.

«امیدوارم بالاخره به آرزوی بزرگش برسد و بتواند آن کاری را که می‌خواهد برای نمایش در ایران انجام دهد و آن را تکمیل کند و تبدیل به یک کار ماندگار کند. امیدوارم آن قدر زنده باشم که بتوانم این کار را منتشر کنم.» شهلا لاهیجی، ۱۳۹۸

| کتاب‌های منتظرِ چاپ | کتاب‌های منتظرِ چاپ | کتاب‌های منتظرِ چاپ | کتاب‌های منتظرِ چاپ   | کتاب‌های منتظرِ چاپ | کتاب‌های منتظرِ چاپ | کتاب‌های منتظرِ چاپ                                             |
| ----------------- | ----------------- | ----------------- | ------------------- | ----------------- | ----------------- | ------------------------------------------------------------- |
| نـــامِ کـتـاب     | گـونه             | سالِ نگارش         | سالِ انتشارِ اعلام‌شده | ناشرِ اعلام‌شده     | ترجمه             | توضیحات                                                       |
| طرب‌نامه           | نمایشنامه         | ۱۳۷۳              | ۲۰۱۷ میلادی         |                   |                   | فروردین و آبانِ ۱۳۹۵ به کارگردانیِ نویسنده به نمایش درآمد.      |
| گزارش ارداویراف   | نمایشنامه         | ۱۳۷۸              | ۲۰۱۷ میلادی         |                   |                   | سالِ ۱۳۹۳ به کارگردانیِ نویسنده بر صحنه خوانده شد.              |
| داستان باورنکردنی | فیلم‌نامه          | ۱۳۵۸ و ۱۳۶۱       |                     | روشنگران          |                   | پاره‌ای از این در شمارهٔ ۱۳۹ مجلّهٔ بخارا (شهریورِ ۱۳۹۹) منتشر شد. |

### دیوانِ نمایش
دو جلد از این دیوان به چاپ رسیده و دفترهای بعدی هنوز چاپ نشده است. نمایشنامه‌ای به نامِ رگبار (۱۳۴۲) از دفترِ نخست جااُفتاده و جای دیگری نیز برای همگان منتشر نشده و احتمالاً گم شده است. مترسکها در شب (۱۳۴۱) دانسته و به رای بیضایی در دیوان نمایش نیامده. از دفترِ دوّم نیز چند نمایشنامه جااُفتاده که انتشار دیگری نیز نداشته، از جمله سرود نیمه‌راه (۱۳۴۷).

### جُنگِ فیلمنامه
کتابی به این نام قرار بود مجموعهٔ فیلم‌نامه‌های بیضایی باشد، که هنوز منتشر نشده است.

### کتابِ مجموعهٔ کارها
مجلّهٔ آزما در تیرِ ۱۳۸۲، یعنی اندکی پس از انتشارِ دو جلدِ دیوان نمایش، خبر از انتشارِ عن قریبِ نوشته‌های «بیش از سه دهه فعالیت فرهنگی» ِ بیضایی به صورتِ «دستخط خود او» داد. روزِ ۱۴ اسفندِ ۱۳۹۴ نیز، در جشنِ چاپِ نوی مجموعهٔ هشت‌جلدیِ مقالات و گفتگوهای آیدین آغداشلو در موزهٔ هنرهای معاصرِ تهران، ناهید طباطبایی نویدِ چاپِ مجموعهٔ کارهای بهرام بیضایی را داد.

### سانسورشده‌ها
نوشته‌های بیضایی نه فقط برای فیلم شدن یا نمایش بر صحنه به ردّ و عدمِ امکانِ ساخت از حیثِ پروانهٔ دولتی یا جذبِ سرمایه خورده، که برای چاپ هم دچار گرفتاری‌های فراوان بوده است. اسنادی از سانسورِ کتاب‌های بیضایی در بایگانی‌های دولتی، از جمله در کتابخانهٔ ملّیِ ایران، موجود است. چند پارهٔ حذفی از چند کتابِ بیضایی را می‌شود در کتابِ ممیزی کتاب: پژوهشی در ۱۴۰۰ سند ممیزی کتاب در سال ۱۳۷۵ (۱۳۸۰) کارِ احمد رجب‌زاده یافت.

### گم‌شده‌ها
یکی از دریغ‌های بیضایی گم شدنِ مقداری از کاغذهایش در اسباب‌کشی از اصفهان به تهران در سالِ ۱۳۴۷ بوده است. از نوشته‌های گم‌شدهٔ او می‌شود نمایشنامهٔ رگبار (۱۳۴۲) و طرحِ فیلمِ مستندِ داستانیِ «شمر» و فیلم‌نامه‌های «میر نوروزی» و «ساز» (۱۳۵۳) و بیشترِ نمایشنامهٔ نوشته‌های دیواری (۱۳۵۷) را برشمرد. هنوز نشانی از این آثار به دست نیامده است.
جهانبخش نورایی نیز از گم شدنِ نوشته‌ای از بیضایی خبر داده که – به خواستِ مقاماتِ پلیسی جمهوریِ اسلامیِ ایران تا از پدر و مادرش تبرّی جوید – در بازجویی‌ای در تهران نوشته شده بود در ستایشِ پدر و مادرش.

## نام‌ها
دستِ کم یک جا را بیضایی به عبارتی برساختهٔ خودش نامیده، و آن کافه‌ای است به نامِ «شِنُفْدیدارْجای» در مرکزِ تهران.

## رساله‌های دانشگاهی
بیضایی استادِ راهنما یا مشاور یا داورِ پایان‌نامه‌های چندی در دانشگاه‌های تهران بوده است؛ که از آن جمله است پایان‌نامه‌های لیسانس و فوق لیسانسِ حمید امجد و پایان‌نامه‌های لیسانسِ عزّت‌الله انتظامی و پرویز شهبازی. علی تاجور در کتابشناسی پایان‌نامه‌های نمایش (۱۳۸۵) بیست‌ویک پایان‌نامه به راهنمایی یا مشاورتِ بیضایی را فهرست کرده است:
«راهنمایی»
1. احساسی، جلال. زندگانی و آثار رضا کمال (شهرزاد). ۱۳۵۰. (دانشکدهٔ هنرهای زیبای دانشگاهِ تهران. در ۱۳۵۳ در دانشکدهٔ سینما تئاترِ دانشگاهِ هنر (دانشکدهٔ هنرهای دراماتیکِ وقت) نیز ثبت شده است.)
2. زمان، محسن. تئاتر لاله‌زاری (علل ایجاد دوره فطرت تئاترهای لاله‌زار بین سالهای ۱۳۳۲ تا ۱۳۳۶). ۱۳۵۰.
3. عبّاسی، اختر. بازیگران زن (نمایش‌های مذهبی و غیرمذهبی). ۱۳۵۰.
4. قنّادزاده، حسن. تعزیه در بابل. ۱۳۵۰.
5. لولایی، مجید. تئاتر جدید آمریکا، گردآوری آلوین کرنان. ۱۳۵۱.
6. میلانی، حسن. جستجو برای نفس، اثر ساموئل بکت. ۱۳۵۱.
7. حمیدیان، شهلا. شکسپیر، نویسنده مردم از «الکساندر آنیگست». ۱۳۵۳.
8. مختار، مریم. ارزشهای ادبی و شعری تعزیه. ۱۳۵۳.
9. اسکندری، شهین. ادبیات دراماتیک معاصر عرب. ۱۳۵۴.
10. حسینی، علی. نمایش آرمانی (گوهرش از دین، تنش از رؤیای روئین). ۱۳۵۴.
11. بدهی لنگرودی، طاهره. نمایش در دهخوارقان. ۱۳۵۵.
12. خردمند، محمّدرضا. اهل حق، «مرام، ریشه، عقاید، ارکان، مقدمات و رسوم». ۱۳۵۵.
13. رخوند، سوری. عنایت‌الله خان شیبانی. ۱۳۵۵.
14. سلاحی (سلامی؟)، عبدالنبی. تعزیه در شهرستان کازرون. ۱۳۵۵.
15. حاج رسولی، مهرداد. کتابنامه‌ی نمایشی. ۱۳۵۶.
16. کیانیان، رضا. نمایشنامه خسروالدنیا. دههٔ ۱۳۵۰.
17. روحانی، مهشید. میرزا فتحعلی آخوندزاده. ۱۳۶۵.
18. گرگین، جمشید. نگرشی به آثار نمایشی اکبر رادی. ۱۳۶۵.

«مشاوره»
1. شمسایی، مژده. کیوگن. ۱۳۷۷.
2. سیف، پریزاد. تکنیکهای زبان در آثار پینتر (رساله نظری): فیلمنامه «در بزرگراه» (رساله عملی). ۱۳۷۹.

## امضا
تصویرِ امضای بیضایی بارها منتشر شده است، از جمله امضایش در قبالهٔ نخستین ازدواجش و صورتجلسهٔ قضاوتِ پایان‌نامهٔ عزّت‌الله انتظامی. روی جلدِ شمارهٔ ۱۰۰ ماهنامهٔ آزما (۱۳۹۲) نیز تصویری از امضای بیضایی هست. کسانی که دستخط یا امضایی از بیضایی گرفته‌اند یا بازماندگانشان نیز گاهی تصویری از این‌ها را در اینترنت یا مطبوعه‌ای منتشر کرده‌اند، از جمله علی دهباشی در یادنامهٔ باغ امیدواران: درباره علی دهباشی به کوششِ محمّدرضا رجائی‌پور.

## سپارش‌ها
| "              | یکی از کارهای خوب بهرام بیضایی در زمانی که مدیریت دانشکدهٔ تئاتر هنرهای زیبا را به عهده داشت، این بود که نمایشنامه‌های خوب خارجی را برای ترجمه سفارش می‌داد و بعد آن‌ها را برای استفادهٔ دانشجویان چاپ می‌کرد. نمایشنامهٔ فیزیکدان‌ها را هم به همین منظور از من گرفت و چاپ کرد. | " |
| —رضا کرم رضایی | |   |

بیضایی، همچنان که به سفارش قلم زده و در واقع متنِ بعضی از برجسته‌ترین کارهایش (مانندِ هشتمین سفر سندباد و سگ‌کُشی و مَجلس ضَربت زدن) و نیز بعضِ کارهای نافرجامش (مانندِ فیلم‌نامه‌ای که سالِ ۱۳۷۰ بنا بود بنویسد تا گئورگی شنگلایا فیلم کند) را سفارش گرفته (و، به روایتِ جلال آل احمد، مقالهٔ «کارنامه فیلم گلستان» را نیز)، نوشته‌هایی هم سفارش داده یا تشویق کرده است که پدید آیند، از ترجمه و شعر و غیر از این‌ها. یک نمونه از این سفارش‌ها برخی از شعرهای نمایشنامهٔ تُرُبِ بیژن مفید بوده است که بیضایی از پدرش، ذکایی، خواست که ساخت. نمونه‌های دیگر ترجمهٔ فرشیده نسرین از نسخه‌ای از مهمانخانه‌چیِ کارلو گولدونی و ترجمهٔ قاسم هاشمی‌نژاد از سواری روی دریاچه‌ی کنستانسِ پیتر هانتکه و ترجمهٔ ایرج زهری از به سوی دمشقِ آگوست استریندبرگ و ترجمهٔ احمد کامیابی مسک از سیاه‌زنگی‌های ژان ژنه و شاه می‌میردِ اوژن یونسکو (و معمار و پادشاهِ آشورِ فرناندو آرابال و اوندینِ ژان ژیرودو) در دههٔ ۱۳۵۰ بوده است. فریدون معزّی مقدّم نیز در سالِ ۱۳۵۱ یک نمایشنامهٔ کلاسیکِ هندی برای نمایش در هندِ بیضایی (که به صورتِ کتاب منتشر نشد) در دستِ ترجمه داشته است. معرّفیِ بهزاد رحیمیان برای مدخل‌نویسی در موضوعاتِ سینمایی به مرکزِ دائرةالمعارفِ بزرگِ اسلامی، که حاصلش انتشارِ مقالهٔ رحیمیان در جلدِ نوزدهمِ تاریخ جامع ایران (۱۳۹۴) بوده، و پیشنهادِ کتابِ نمایشنامه‌نویس به عنوانِ متفکّرِ اریک بنتلی به حمید امجد برای ترجمه به فارسی نیز نمونه‌هایی از کارهای واسطه‌گری و تشویقیِ بیضایی در سال‌های پس از انقلابِ ۱۳۵۷ بوده است.

## اسفارِ مشکوک
- رهسپار، مهرداد (۱۳۴۵). «شاهین سرکیسیان و روزنهٔ آبی». جهان نو: ۱۳۳–۱۳۵.
- رهسپار، مهرداد (اردیبهشت ۱۳۴۶). «روی صحنه، در تهران». هنر و ادبیات جنوب (۱ (دورهٔ ۲)): ۱۳−۱۶.
- رهسپار، مهرداد (بهمن ۱۳۵۰). «کرگدن، کالبدشکافی یک واقعه». رودکی (۵): ۳−۴.
- «یادی از جلال»، با نامِ مستعارِ «مهرداد رهسپار»، در یادنامه جلال آل احمد (علی دهباشی)
- شعری منثور منسوب به بیضایی با مطلعِ «وطن، وطن، وطنِ من! / وطن! / تو دوست، دوست، دوست نمی‌داریم!»
- رهسپار، مهران (تیر ۱۳۶۶). «اجاره‌نشین‌ها، تصویری کوچک از دنیای بزرگ». مفید (۳): ۱۲−۱۳. (چاپ‌های دیگر در کتاب‌های مجموعهٔ مقالات در معرفی و نقد آثار داریوش مهرجویی و داریوش مهرجویی: نقد آثار از الماس ۳۳ تا هامون. جمال میرصادقی پیش‌تر به این نام مطلب منتشر کرده است.)
- جزوه‌ای دربارهٔ فیلمِ شاید وقتی دیگر
- نامه‌ای به سعدی افشار (۱۳۷۷)[۵۹]
- یادداشت بهرام بیضایی به مناسبت تولد اکبر رادی (۱۳۸۴)
- نوشته‌ای در فیس‌بوک دربارهٔ پروانه معصومی (۱۳۹۲)
- پیامِ تسلیتِ مرگِ حمید لطفی
- «بیضایی: این روزها هیچ شرکتی در جشن و آیینی ندارم». شهروند (۱۸۷۰): ۶. ۴ دی ۱۳۹۸.
- چند نوشته در صفحهٔ اینستاگرامِ منسوب از این قرار:
  - شعری با مطلعِ «م و هـ، سین و الف» (بهمنِ ۱۴۰۱؛ نسخهٔ تلویزیونِ ایران اینترنشنال در یوتیوب)
  - «سالشُمار - ۱»
  - «سالشُمار - ۲»
  - «سالشُمار - ۳»
  - تبریکِ هشتادسالگیِ امیر نادری

نیز شایع بوده است که متنِ مجموعهٔ تلویزیونیِ سربداران را بیضایی بازنوشته است.

## جعلیّات
گاهی مطلبی به اشتباه از بیضایی نقل شده، و بعضِ این‌ها را بیضایی تکذیب کرده است. از جمله، گاهی در نامه‌ای دسته‌جمعی امضای او بی‌اجازه استفاده شده. چند بار در رسانه‌های گوناگون پیام‌های جعلی از شبکه‌های اجتماعیِ اینترنتی نقل کرده و به بیضایی نسبت داده‌اند − در مرگِ کسی یا در انتخاباتی در تبلیغِ جناحی و از این دست. رسانه‌های ایرانی هم بارها اقوال شفاهی و کتبی بدونِ سند از او آورده‌اند که تأیید یا تکذیبِ درستیشان دشوار است – از جمله عبارتِ «من بهایی هستم» که بعضِ رسانه‌های اصول‌گرای جمهوریِ اسلامیِ ایران چندین بار نقل کرده‌اند.

### توضیحات
1. ↑  محمّد استعلامی (ادبیات دورهٔ بیداری و معاصر، ص. ۱۰ و شناخت ادبیات امروز، ص. ۱۳۵)، جمال میرصادقی (گفت‌وگوها، همراه با پانزده داستان، ص. ۲۷۳)، رضا براهنی («دوست بزرگم، اکبر رادی، به شهادت چند نکته»، ۱۳۸۶)، داریوش آشوری (پَرسه‌ها و پرسش‌ها، ص. ۳۷۴)، ژان-ژاک گوتیه (۱۹۶۵)، علی دهباشی («بهرام بیضایی و تئاتر ملّی»، ۱۳۸۶) و . . .
2. ↑  «مهرداد رهسپار» نامِ مستعارِ دیگرانی نیز بوده است. (مافی، عباس. نامهای مستعار نویسندگان و شاعران معاصر ایران، ۱۳۹۶)
3. ↑  اکبر رادی در ۱۳۷۲ بر آن بود که نمایشنامهٔ فارسی به اعتبارِ بهترین کارهای ساعدی و بیضایی و خودش «در قوت الهام، نیروی تخیل، استحکام ساخت و عمق تفکر یک شانه بلندتر از جریان‌های دیگر ادبی این هفتاد ساله حرکت کرده است.» (رادی، اکبر (۱۳۹۵).  عنقا، حمیده بانو، ویراستار. نامه‌های اکبر رادی. تهران: نشانه. ص. ۸۶. شابک ۹۷۸-۶۰۰-۷۶۹۳-۲۲-۳.)

### ارجاعات
1. ↑  – (۱۴ خرداد ۱۳۳۳). «تهران – آقای بهرام بیضائی». پُست تهران: ۲۸.
2. ↑  «نظری به ادبیات امروز: دربارهٔ عزاداران بیل». بامشاد. شمارهٔ ۶۰. خرداد ۱۳۴۴.
3. ↑  رحیمی، مصطفی (۱۳۴۹). «دکتر مصطفی رحیمی».  در گیلانی، فریدون. لحظه‌های کوتاه اندیشه‌های بلند (مجموعهٔ مصاحبه‌ها). مشهد: انتشارات توس. ص. ۵۷−۵۸.
4. ↑  دستغیب، عبدالعلی (۳۱ خرداد ۱۳۵۲). «آنها که از صحنه نمایش غایبند». اطلاعات (۱۴۱۳۱): ۱۸ و ۱۵.
5. ↑  Chelkowski, Peter J. (1989). "Iranian Literature".  In Klein, Leonard S. (ed.). Encyclopedia of World Literature in the 20th Century. Vol. 2 (Revised ed.). New York: Continuum. pp. 453−456.
6. ↑  یلفانی، محسن؛ احمدی، نظر (بهار ۱۴۰۰). «کارگاه نمایش شیفته نوعی مدرنیسم من‌درآوردی بود». نمایش‌شناخت (۱۱): ۶۳.
7. ↑  دانشور، سیمین؛ ناتل خانلری، پرویز؛ حریری، ناصر (۱۳۶۶). هنر و ادبیات امروز: گفت و شنودی با دکتر پرویز ناتل خانلری، دکتر سیمین دانشور. بابل: کتابسرای بابل. ص. ۵۸.
8. ↑  تیزهوش، محسن (مرداد ۱۴۰۳). «برسد به دست مرد تاریخی». تجربه (۳۲ (پیاپی ۱۸۲)): ۷۳.
9. ↑  بهرام‌پرور، سیامک (پاییز و زمستان ۱۴۰۲). «در حقانیت مورمور بین دو کتف . .». مامطیر (۱۵ و ۱۶): ۷۰.
10. ↑  بیضایی، بهرام (آذر و دی ۱۳۸۵). «سالشمار زندگی و آثار بهرام بیضایی». بخارا (۵۷): ۱۸−۳۰.
11. ↑  لاهیجی، شهلا؛ − (مرداد و شهریور ۱۳۷۲). «آثار بیضایی پیش از آن که سینمایی باشند، ادبی هستند». فرهنگ و سینما (۲۷): ۶۶.
12. ↑  بیضایی، بهرام (آذر و دی ۱۳۸۵). «سالشمار زندگی و آثار بهرام بیضایی». بخارا (۵۷): ۱۸−۳۰.
13. ↑  بهرام بيضايي و گله از قطع درختان در آستانه‌ي بهار: شما را به خدا نمي‌شود جلوي كويرسازي را گرفت؟
14. ↑  https://www.radiofarda.com/a/protest-art-in-the-contemporary-history-of-iran/32117214.html
15. ↑  برگزیدگان آثار برتر ادبیات نمایشی معرفی شدند
16. ↑  https://amordadnews.com/229736/
17. ↑  رسولی، جواد, ویراستار (۱۴۰۳). خطهٔ ویراستاران: نوشته‌ها و گفته‌ها. تهران: انتشارات کلهر. ص. ۱۵۰. شابک ۹۷۸-۶۲۲-۵۴۲۵-۱۱-۸.
18. ↑  asriran.com/003QzW
19. ↑  − (۱۳۹۷). «نگرانی از پیشینه سیاسی رییس جدید». جهان صنعت (۳۹۶۴): ۸.
20. ↑  https://www.radiofarda.com/a/32108489.html
21. ↑  − (۹ آذر ۱۳۸۵). «آخرین وداع با بابک بیات». دنیای اقتصاد (۱۱۱۶).
22. ↑  علیزاده، غزاله (۱۳۷۸). «عکس و آینه».  در قوکاسیان، زاون. مجموعهٔ مقالات در نقد و معرفی آثار بهرام بیضایی (ویراست ۲). تهران: انتشارات آگاه. ص. ۱۳۱. شابک ۹۶۴-۴۱۶-۱۰۹-۲.
23. ↑  سپانلو، محمّدعلی. سرگذشت کانون نویسندگان ایران. ص. ۵۳
24. ↑  «اعتراض ۵۴ نویسنده و هنرمند به حکم زندان سه نویسنده ایرانی – DW – ۱۳۹۸/۵/۹». dw.com. دریافت‌شده در ۲۰۲۲-۰۹-۱۳.
25. ↑  خلج، منصور, ویراستار (۱۴۰۱). داود رشیدی. تهران: انتشارات نمایش. ص. ۵۸. شابک ۹۷۸-۶۲۲-۷۹۷۳-۱۵-۰.
26. ↑  اوجی، منصور (مهر ۱۳۹۰). «هوای باغ نکردیم: شب‌های شعرِ تاریخی سرزمینِ مادری». تجربه (۵ (پیاپی ۸۰)): ۳۹–۴۱ ضمیمه.
27. ↑  سپانلو، م. ع. (۱۳۹۰). بن‌بست‌ها و شاهراه. استکهلم: پن پاب. ص. ۲۰۴. شابک ۹۸۷-۹۱-۹۷۷۶۰۷-۷-۵ مقدار |شابک= را بررسی کنید: invalid prefix (کمک).
28. ↑  − (۹ آبان ۱۳۸۸). «هشدار ۴۵ سینماگر نسبت به حذف سینمای مستقل». آفتاب یزد (۲۷۶۵): ۱۰.
29. ↑  شکراللهی، رضا (۱ آذر ۱۳۹۶). «قیمتی دُرّ لفظ دَری». اعتماد (۳۹۵۹): ۱۶.
30. ↑  https://www.radiofarda.com/a/students-iran-strike-protest/32106706.html
31. ↑  تسلیت ۳۰۰ تن از فعالان مدنی، اجتماعی و فرهنگی به‌مناسبت درگذشت شهلا لاهیجی
32. ↑  − (۳ خرداد ۱۴۰۴). «حمایت از تصمیم فرزندان مهرجویی». شرق (۵۱۱۷): ۱۲.
33. ↑  کیمیایی، مسعود؛ روحانی، امید (دی ۱۳۷۸). «بازجویی سعید امامی از کیمیایی و بیضایی». ضمیمه گزارش فیلم (۱۴۱): ۲۱.
34. ↑  − (۱۳۸۲). کانون نویسندگان ایران به روایت اسناد ساواک. تهران: مرکز بررسی اسناد تاریخی وزارت اطلاعات. ص. ۲۶۱. شابک ۹۶۴-۵۷۹۸-۷۷-۹.
35. ↑  موتوکیو، سه‌آمی (۱۳۴۲). «آتسوموری». آرش (۷): ۳۴–۴۵.
36. ↑  بیضایی، «نمایش در ژاپن»، ۳۴.
37. ↑  بیضایی، «نمایش در ژاپن»، ۷۰–۵۱.
38. ↑  بیضایی، «نمایش در ژاپن»، ۱۳۵.
39. ↑  بیضایی، بهرام (بهمن و اسفند ۱۳۶۹). «پنج «نو»ی باستان؛ از نمایش ژاپن». کتاب صبح (۱۰): ۱۰۷.
40. ↑  نجم، سهیلا؛ احمدی، نظر (زمستان ۱۳۹۹). «زن در آثار بهرام بیضایی، حضوری محوری، تحول‌گر، سازنده و آفرینش‌گر دارد». نمایش‌شناخت (۱۰): ۷۵.
41. ↑  دانشور، سیمین؛ آل احمد، جلال (۱۳۸۵).  جعفری جزی، مسعود، ویراستار. نامه‌های سیمین دانشور و جلال آل احمد. ج. ۳: نامه‌های دانشور و آل احمد در سفرهای کوتاه (۱۳۴۴−۱۳۴۱). تهران: انتشارات نیلوفر. ص. ۲۱۷. شابک ۹۶۴-۴۴۸-۳۲۲-۷.
42. ↑  جوانمرد، عباس؛ شفیعی، افسانه (۱ مهر ۱۳۹۴). «به مردم بدهکاریم». شرق (۲۴۰۵): ۹–۱۰.
43. ↑  بیضایی، بهرام (زمستان ۱۳۸۶). «سالشمار زندگی و آثار بهرام بیضایی». سیمیا (۲): ۲۸–۱۵.
44. ↑  − (۲۰ آبان ۱۳۸۳). «بهرام بیضایی «سند» را تحویل داد». ضمیمه اطّلاعات (۲۳۲۰۳): ۴.
45. ↑  عبدی، محمّد. احمدی، بابک. «نام نیک حذف‌شدنی نیست». اعتماد. ۱۱ مهر ۱۴۰۰. ص. ۱۰.
46. ↑  خلج، منصور؛ کیانیان، داوود (۱۴۰۰). هر کس مورخ زندگی خودش است. تهران: نشر ثالث. ص. ۴۷. شابک ۹۷۸-۶۰۰-۴۰۵-۷۱۲-۷.
47. ↑  امجد، حمید (دی ۱۳۹۷). «چکیده‌ای از زندگی و کارنامه‌ی بهرام بیضایی». دفترهای تآتر (۱۵): ۶–۱۵.
48. ↑  لاهیجی، شهلا (شهریور ۱۳۹۸). «شکوه چهره زنانه در نگاه بیضایی». فرهنگ امروز (۲۶): ۷۵.
49. ↑  − (۱۴ مهر ۱۳۸۸). «انتشار همه فیلمنامه‌های بیضایی در دو کتاب». اعتماد (۲۰۷۰): ۱۲.
50. ↑  − (تیر ۱۳۸۲). «انتشار دستنویس‌های بهرام بیضایی». آزما (۲۴): ۴۷.
51. ↑  مطلب‌زاده، علی (۱۶ اسفند ۱۳۹۴). «دولت‌آبادی، یاوری و دیگران از آغداشلوی نویسنده گفتند». اعتماد (۳۴۸۳): ۱۲.
52. ↑  بیضایی، بهرام (زمستان ۱۳۸۶). «سالشمار زندگی و آثار بهرام بیضایی». سیمیا (۲): ۲۸–۱۵.
53. ↑  تاجور، علی (۱۳۸۵). کتابشناسی پایان‌نامه‌های نمایش. تهران: پژوهشکده مطالعات فرهنگی و اجتماعی. ص. ۴۸۷ و ۷ و ۹۴ و ۱۳۲ و ۱۶۰ و ۱۷۶ و ۲۰۴ و ۶۷ و ۱۸۳ و ۱۳ و ۶۵ و ۳۰ و ۷۱ و ۸۵–۸۶ و ۱۰۱ و ۵۸ و ۱۷۰ و ۹۰ و ۱۷۱–۱۷۲ و ۱۱۴ و ۱۰۶. شابک ۹۶۴-۹۵۸۵۱-۸-۴.
54. ↑  کرم رضایی، رضا (۱۳۸۷). همهٔ دوستان من: زندگی رضا کرم رضایی و خاطراتش از نقش‌آفرینان خاطره‌انگیز. تهران: انتشارات ققنوس. ص. ۳۰۸. شابک ۹۷۸-۹۶۴-۳۱۱-۷۱۱-۵.
55. ↑  − (مرداد ۱۳۷۰). «بیضایی، شنگلایا و محصول مشترک». فیلم (۱۰۹): ۱۴.
56. ↑  آل احمد، جلال (۱۳۴۳). یک چاه و دو چاله. تهران.
57. ↑  صابری، ایرج (۱۳۸۴). قلم بر پرده نقره‌ای: تاریخچه نقد و منتقد در ایران. تهران: نشر نوگل. ص. ۳۵۴. شابک ۹۶۴-۹۴۵۷۱-۷-۸.
58. ↑  امجد، حمید (تیر و مرداد ۱۴۰۱). «نمایشنامه‌نویس به منزله‌ی اندیشمند: تسلایی برای بغض ناگفته‌ی بیضایی که از ابتدا در گسترده‌ترین مفهوم «شاعر» بوده است». اندیشه پویا (۸۰): ۸۰−۸۳.
59. ↑  افشار، سعدی؛ خزانی، محمدرضا (پاییز و زمستان ۱۳۷۸). «من فقط می‌خواهم مردم بدانند «سیاه» هست». تئاتر (۲۰ و ۲۱): ۱۱۶.
60. ↑  طالبی‌نژاد، احمد؛ شمشیربندی، مهرداد (۱۳۹۸). سیلیِ نقد: گفت‌وگو با احمد طالبی‌نژاد. تهران: انتشارات روزنه. ص. ۲۱۴. شابک ۹۷۸-۶۲۲-۲۳۴-۱۱۸-۳.